# اپیکور
اپیکور یا اِپیکیورِس که در منابع اسلامی به او ابیقور هم گفته شده‌است (یونانی باستان: Ἐπίκουρος Epíkouros؛ ۳۴۱ – ۲۷۰ پیش از میلاد)، فیلسوف و حکیم اهل یونان باستان بود که مکتب اپیکوریسم را بنا نهاد. او در جزیرهٔ یونانی ساموس در حدود آتن زاده شد. وی تحت تأثیر دموکریت، آریستیپوس، پیرهون، و احتمالاً مکتب کلبیون قرار گرفت و با عقاید افلاطونی ناسازگاری نمود و مکتب خود را در آتن با نام «باغ» تأسیس کرد. اپیکور و پیروانش به خورد و خوراک ساده و بحث دربارهٔ طیف گسترده‌ای از موضوعات فلسفی شناخته‌شده بودند. گفته می‌شود که اپیکور بشخصه بیش از ۳۰۰ اثر در موضوعات مختلف تألیف کرد، لیکن بخش گسترده‌ای از این نوشتارها باقی نمانده‌اند. تنها سه نامهٔ او — نامه‌هایش به منوسئوس، پیتوکلس و هرودوت — و دو مجموعه از گفتاوردهایش — آموزه‌های بنیادین و گفتارهای واتیکان — دست‌نخورده و سالم باقی مانده‌است؛ همچنین برخی نوشته‌های ناقصش جسته و گریخته به دست آمده‌اند. غالب آموزه‌های او از نوشته‌های نویسندگان متأخرتر به‌دست آمده‌است؛ به خصوص شرح‌حال‌نویس دیوژن لائرتیوس، شاعر اپیکوری رومی لوکرتیوس و فیلسوف اپیکوری فیلودموس. همین‌طور در میان نقدهای مخالف اپیکور، توسط فیلسوف مکتب پیرهونی، سکستوس امپریکوس، و سیاستمدار شک‌گرا، سیسرون، نقل‌قول‌های دقیقی از او آورده شده‌است.
از نظر اپیکور هدف فلسفه می‌بایست کمک به مردم برای رسیدن به زندگی شاد و آرام باشد، که آن را با عبارات آتاراکسیا (صلح و آزادی از ترس) و آپونیا (فقدان درد) بیان می‌کند. او معتقد بود مردم زمانی می‌توانند به‌خوبی پی فلسفه بروند که در زندگی مستغنی و خودکفا و در حیطهٔ دوستانشان باشند. وی آموخت که ریشهٔ همهٔ عصبیت‌های انسانی انکار مرگ است و گرایش انسان به فرض وحشتناک و دردناک بودن مرگ، باعث اضطراب غیرضروری، رفتارهای خودمحافظانه، خودخواهانه و ریاکاری می‌شود. طبق تعلیمات اپیکور، مرگ پایان کار، هم برای جسم و هم برای روح است و این چیزی نیست که آدمی از آن بهراسد. او آموخت که گرچه خدایان وجود دارند، اما در کار انسان‌ها دخالتی ندارند. وی می‌گفت مردم باید اخلاقی رفتار کنند، نه از ترس مجازات خدایان یا برای رسیدن به پاداش آنان، بلکه به دلیل این که رفتار غیراخلاقی بار گناهشان را سنگین می‌کند و مانع از رسیدن آنان به آتاراکسیا می‌شود.
مانند ارسطو، اپیکور یک تجربه‌گرا بود، یعنی معتقد بود که حواس تنها منابع قابل اتکای انسان در شناخت دنیای اطراف هستند. او بخش عظیم فیزیک و کیهان‌شناسی خود را از فیلسوف درگذشته، دموکریتوس (ح. ۴۶۰ پ‌م– ح. ۳۷۰ پ‌م) به دست آورد. همچون دموکریتوس، اپیکور هم قائل به بی‌نهایت و ابدی بودن دنیا بود و معتقد بود هر ماده‌ای از اجزای بسیار ریز و نامرئی تشکیل شده‌است. این دیدگاه، که به مکتب اتم‌گرایی معروف است، همچنین می‌گوید که تمامی وقایع موجود در جهان طبیعی نتیجهٔ حرکت‌ها و تعاملات اتم‌ها در فضای خالی است. اپیکور با شرح مبحث  «انحراف» اتم‌ها، تغییراتی در تعلیمات دموکریتوس ایجاد کرد؛ اتم‌ها در نظر او می‌توانستند از مسیری که برایشان مقدر شده‌است منحرف شوند و این تفاوت به ارادهٔ آزاد انسان و نقض باور جبرگرایی می‌انجامید.
آموزه‌های اپیکور همواره پرطرفدار و در عین حال بحث‌برانگیز بودند. این مکتب در واپسین سال‌های جمهوری روم به اوج محبوبیت خود رسیده بود. در اواخر دوران باستان اپیکوریسم به علت عداوت مسیحیت با آن محو شد؛ در قرون وسطی شکلی نادرست از آن طرفدارانی یافت و به‌عنوان حامی مستان، فاحشگان و شکم‌پرستان شناخته می‌شد. آموزه‌های اپیکور در قرن پانزدهم میلادی، بر اثر کشف مجدد متون یونانی، بیشتر شناخته شد، ولی مورد مقبولیت قرار نگرفت تا آن که در قرن هفدهم یک کشیش فرانسوی، به نام پی‌یر گاسندی، نسخه‌ای اصلاح‌شده از تعالیم اپیکور را منتشر کرد و نویسندگان دیگری، مانند والتر چارلتون و رابرت بویل، موجب اشاعهٔ آن شدند. تأثیرات باورهای اپیکور در طول عصر روشنگری و پس از آن بیشتر شد و تأثیری عمیق بر اندیشه‌های متفکران بزرگی همچون جان لاک، توماس جفرسون، جرمی بنتام و کارل مارکس نهاد.

## زندگی

### تربیت و تأثیرات
در ماه فوریهٔ ۳۴۱ پیش از میلاد، اپیکور در جزیره‌ای به نام ساموس، که از قلمروهای آتنی‌ها در اژه بود، زاده شد. والدین او، نئوکلس و چائرستراته، زادهٔ آتن بودند و پدرش شهروند آتن محسوب می‌شد. سال‌های رشد اپیکور مصادف با اواخر دوران کلاسیک یونان است. سه سال پیش از تولد اپیکور، افلاطون درگذشته بود و در هفت‌سالگی او اسکندر مقدونی موفق به عبور از داردانل و ورود به قلمرو هخامنشیان شد. اپیکور به عنوان یک کودک از آموزش معمول یونان باستان برخوردار بود. از این رو، بنا بر دیدگاه نورمن ونتورث د ویت، «این غیرقابل تصور است که او توانسته باشد از آموزش افلاطونی هندسه، دیالکتیک و بلاغت گریخته باشد» این را می‌دانیم که اپیکور احتمالاً به مدت هفت سال، توسط یک افلاطونی سامی‌تبار به نام پامفیلوس آموزش دید. بنا بر آنچه در نامه به منوسئوس و دیگر آثار باقی ماندهٔ اپیکور یافته شده، به احتمال قریب به یقین، او در علم بلاغت آموزش وافری یافت. پس از درگذشت اسکندر مقدونی، پردیکاس ساکنان مهاجر آتنی را از جزیرهٔ ساموس اخراج کرد و به کولوفون، در سواحل غربی ترکیهٔ امروزی، فرستاد. اپیکور پس از پایان دورهٔ خدمت سربازی خود، به خانواده‌اش در آنجا محلق شد. او تحت تعلیم نوزیفانس، که از پیروان مکتب دموکریت، و سپس مکتب پیرهون بود، قرار گرفت. اپیکور شیوهٔ زندگی وی را تحسین کرد.

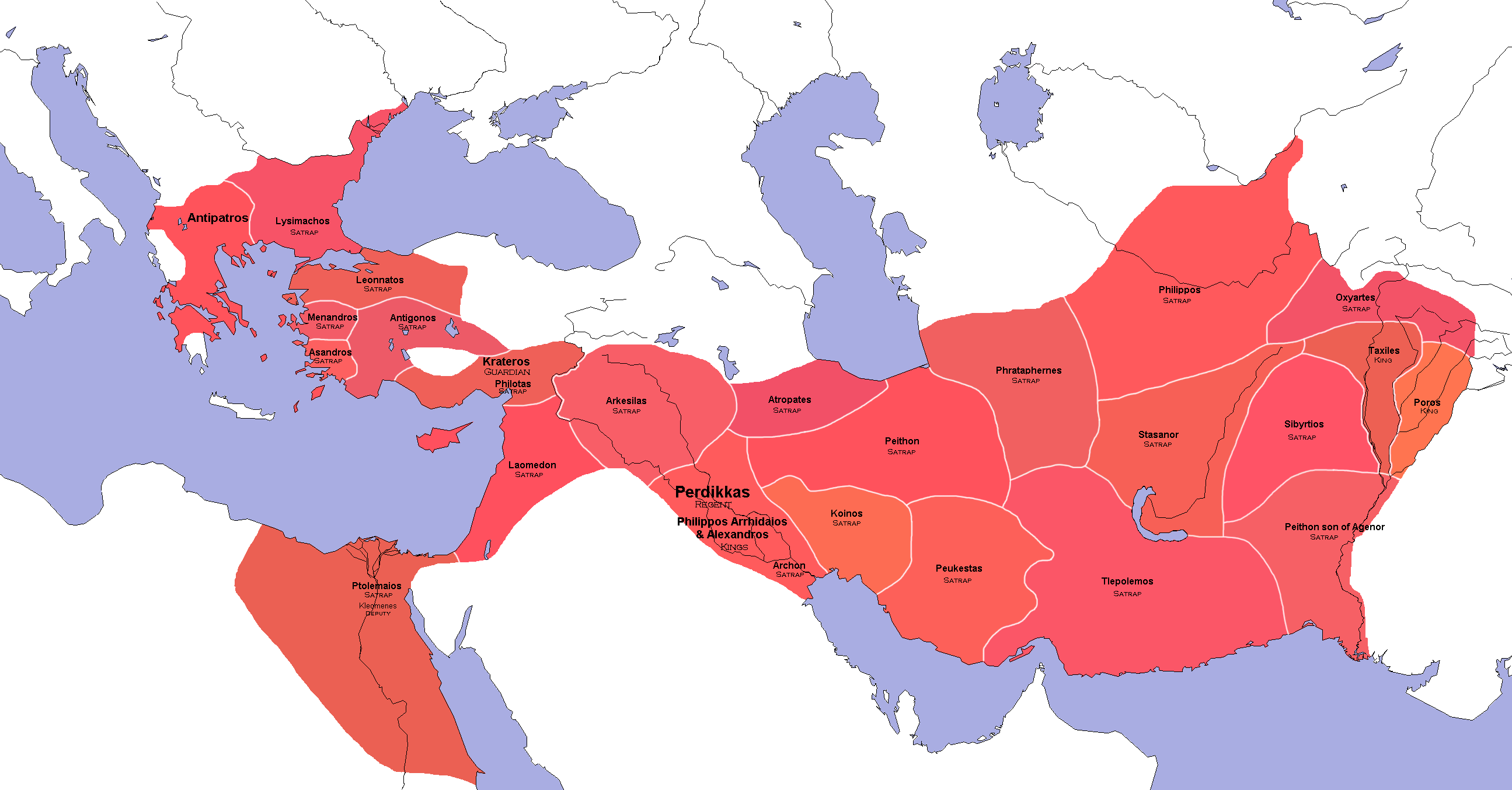
تقسیم فتوحات یونانی و توافق بابِل در سال ۳۲۳ پ‌م، پس از مرگ اسکندر مقدونی رخ داد و افق‌های فکری یونانیان، من‌جمله اپیکور، به دلیل ظهور حکومت‌های هلنیستی در خاور نزدیک، به شدت در این نواحی گسترش یافت.

آموزه‌های اپیکور شدیداً تحت‌تأثیر فیلسوفان پیشین، به ویژه دموکریتوس، است. در عوض اپیکور در چندین مورد دربارهٔ جبرگرایی دیدگاهی متفاوت از پیشینیان داشت و آنان را «سردرگم» می‌دانست و تأثیر پذیرفتن خود از آن‌ها را شدیداً انکار می‌کرد. او اصرار داشت که «خودآموز» است. بنا بر گفتهٔ د ویت، تعلیمات اپیکور همچنین تأثیر مکتب کلبیون، که معاصر آن بوده، را بروز می‌دهد. زمانی که اپیکور برای تمرین‌های نظامی، در قلمرو آتن به سر می‌برد، دیوژن کلبی هنوز در قید حیات بود و امکان ملاقات این دو وجود دارد. همچنین شاگرد دیوژن کلبی به نام کراتس تبس (ح. 365 – ح. ۲۸۵ پ‌م)، هم‌عصر با او بوده‌است. اپیکور آرای کلبیون در زمینهٔ صداقت را پذیرفت، اما «گستاخی و ابتذال» آنان را مورد نکوهش قرار داد و معتقد بود صداقت باید همراه با ادب و مهربانی باشد. اپیکور این دیدگاه را با نویسندهٔ معاصر طنز، مناندر، به اشتراک گذاشت.
نامهٔ منوسئوس که احتمالاً اثر اولیهٔ اپیکور است، به سبک فصیحی شبیه به بلاغت آتنی ایسوکراتس (۴۳۶–۳۳۸ پیش از میلاد) نوشته شده‌است، ولی در آثار بعدی اپیکور، او علناً از روش روشن‌فکرانهٔ ریاضیات اقلیدس بهره برده‌است. معرفت‌شناسی اپیکور به میزان نامشخصی، تحت‌تأثیر باورهای ارسطو (۳۸۴–۳۲۲ پ‌م) بود که باور اساسی عقل افلاطونی را رد می‌کرد و در عوض از طبیعت و شواهد تجربی به عنوان منابع آگاهی بشر از جهان، نام می‌برد. در سال‌های فعالیت اپیکور دانش یونان دربارهٔ بقیه جهان به دلیل گسترش هلنیسم در خاور نزدیک و ظهور دیادوخوی، افزایش یافته بود. نتیجتاً فلسفهٔ اپیکور از جهان‌بینی شامل‌تر و جهانی‌تری نسبت به پیشینیانش برخوردار بود زیرا هم از اقوام غیر یونانی و هم از یونانیان شناخت داشت. شاید او به نوشته‌های گم‌شدهٔ مورخ و مردم‌شناس، مگاستنس، که در زمان سلوکوس یکم (حکمرانی در ۳۰۵–۲۸۱ پ‌م) نوشته شده‌بود، دسترسی داشت.

### تدریس حرفه‌ای

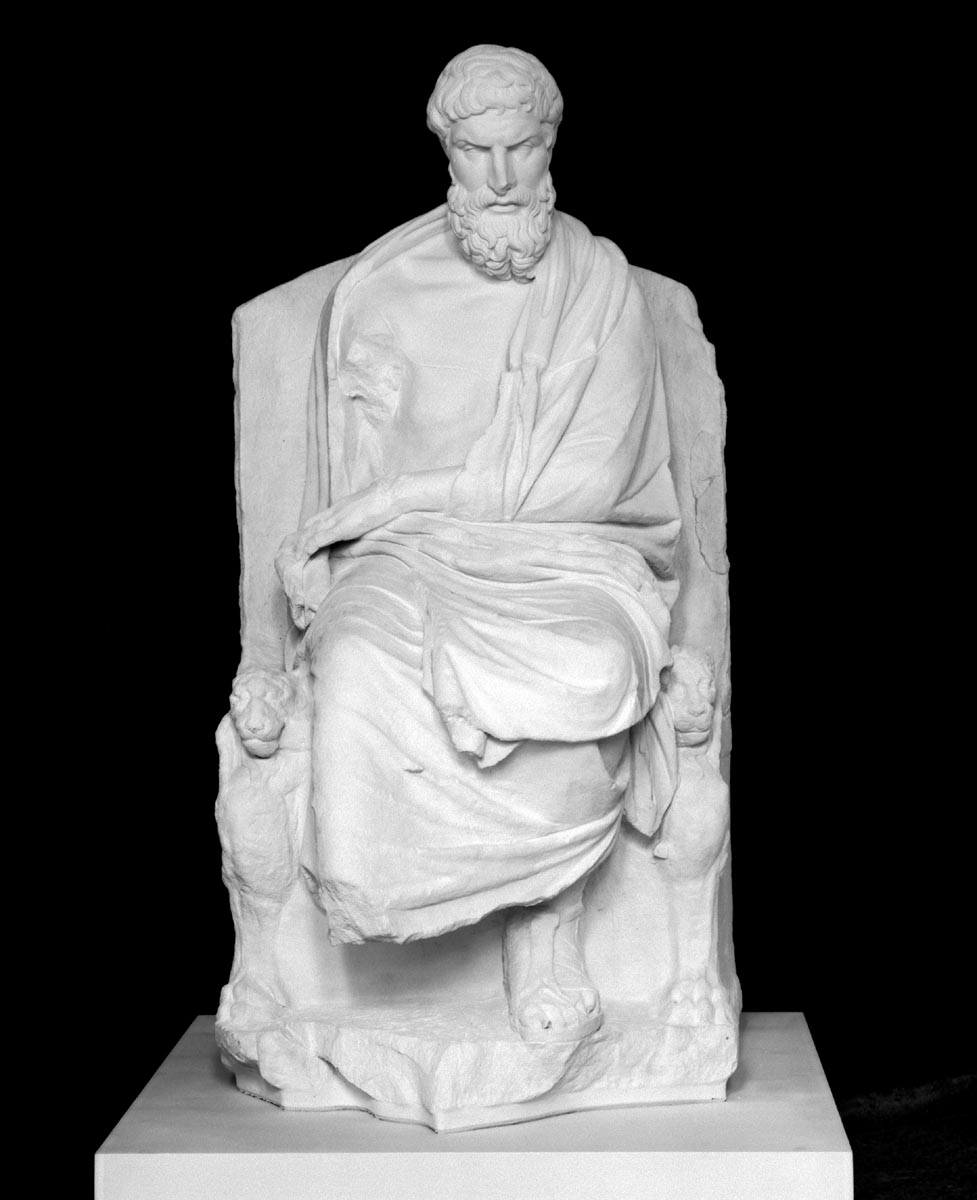
پیکرهٔ مرمری از اپیکور، نشسته بر تخت

در دورهٔ زندگی اپیکور فلسفهٔ غالب در آموزش عالی، مکتب افلاطون بود. مخالفت اپیکور با افلاطونیسم، بخش بزرگی از آموزه‌های او را تشکیل می‌دهد. بیش از نیمی از چهل مورد آموزه‌های بنیادین اپیکور، در تضاد مستقیم با افلاطون‌گرایی هستند. در حدود ۳۱۱ پ‌م، اپیکور که نزدیک به سی سال سن داشت، تدریس در موتیلنه را آغاز کرد. حوالی همین ایام زنون رواقی، بنیان‌گذار مکتب رواقی‌گری، که بیست و یک ساله بود، وارد آتن شد؛ اما او در آن ایام مباحثی که منجر به تشکیل مکتبش شده را آغاز نکرده‌بود. گرچه متون متأخر همچون نوشتاری در قرن یکم پیش از میلاد از راوی رومی، سیسرون، مکتب‌ها اپیکوری و رواقی را رقیب یکدیگر معرفی می‌کند، اما به نظر می‌رسد که این رقابت پس از مرگ اپیکور رخ داده‌است.
بیان عقاید اپیکور منجر به نزاع در موتیلنه شد و او مجبور به ترک شهر شد. او پس از بازگشت از آتن در ۳۰۶ پ‌م، مکتب خود را در شهر لامپساکوس دایر کرد؛ جایی که تا هنگام مرگ در آن زیست. در این شهر بود که مکتب خود را به نام باغ (κῆπος) بنا نهاد، چراکه محل برگزاری جلساتش باغی بود که تقریباً در نیمهٔ راه جایگاه برگزاری دو مکتب فلسفی رواق مسقف و آکادمی افلاطون بود. باغ بیش از یک مکتب صرف بود؛ «جامعه‌ای متشکل از متفکران و هم‌فکران و یک روش خاص زندگی بود.» از معروف‌ترین اعضا و شاگردان اولیهٔ این مکتب هرمارخوس، سرمایه‌گذار ایدومنئوس، لئونتئوس و همسرش ثمیستا، طنزپرداز کولوتس، ریاضی‌دان پلیائنوس، و مترودروس جوان را می‌توان نام برد و در زندگی‌نامهٔ او که توسط دیوژن لائرتیوس نوشته شده، فهرست زنانی که شاگرد او بودند، من‌جمله لئونشن و نیکیدیون، آمده‌است. بنا بر نقل سنکای جوان در ۲۱اُمین رساله از رساله‌های اخلاقی به لوسیلیوم، بر سردر باغ این نوشته نصب بود: «ای میهمان تو در اینجا شاد و خرم خواهی زیست؛ زیرا در اینجا کمال و خیر اعلی است»
طبق گفته‌های دیسکین کلای، اپیکور هر ساله زادروز خود را با طبخ خوراک‌های مرسوم جشن می‌گرفت و او را «قهرمان مؤسس» باغ (heros ktistes) می‌نامیدند. او مقرر داشت که هر سال در تاریخ مشخصی (دهم ماه گاملیون) برایش جشن تولد بگیرند. جوامع اپیکوری به برپایی این سنت ادامه دادند، اپیکور را «ناجی» (soter) خود می‌نامیدند و از او به عنوان یک قهرمان تجلیل می‌کردند. این احتمال وجود دارد که فرقهٔ قهرمان اپیکور گونه‌ای دین مدنی از باغ را به وجود آورده باشند. در هر حال، به نظر می‌رسد فرقهٔ قهرمان اپیکور، همچون فرقهٔ خودش، به خاطر سنگینی مفاهیم و تفاسیر فلسفی به وجود آمده پس از مرگ اپیکور، از بین رفت. اپیکور هیچ وقت ازدواج نکرد و فرزند شناخته‌شده‌ای ندارد. یحتمل او گیاه‌خوار بوده‌است.

### مرگ
دیوژن لائرتیوس گزارش داده که بنا بر نقل شاگرد و جانشین اپیکور، هرمارخوس، او در سال ۲۷۰ پ‌م و در سن ۷۲ سالگی، بر اثر سنگ مثانه، آرام و دردناک درگذشت. علی‌رغم وجود درد بسیار، اپیکور روحیهٔ شاد خود را حفظ نمود و به تدریس ادامه داد.
این احتمال وجود دارد که رسالهٔ ایدومنئوس، که بسیار مختصر است، مرگ اپیکور را بیان کرده‌باشد و دیوژن لائرتی آن را در پنجمین کتابش، زندگی و عقاید فیلسوفان برجسته گنجانده باشد. میزان صحت این نامه نامشخص است و ممکن است یکی از طرفداران اپیکور این داستان جعلی را، برای تقابل با نقدهای زیادی که علیه اپیکور وجود داشت، نوشته باشد.

این نامه را در روزی برای شما نوشتم که برای من مبارک است؛ و آن هم آخرین روز زندگی من است؛ زیرا من به ناتوانی دردناکی در ادرار کردن، و همچنین اسهال خونی، دچار شده‌ام. چنان دردآور است که هیچ چیز نمی‌تواند به دردهای من بیافزاید. اما شاد بودن ذهن من، که از یادآوری همهٔ تأملات فلسفی من ناشی می‌شود، متعادل‌کنندهٔ این همه مصائب است. از شما می‌خواهم که مراقب فرزندان متودوروس باشید، این مرد جوان به من نشان داده، به روشی که شایستهٔ تحسین است، به فلسفه می‌پردازد.
اگر این مطلب معتبر باشد، تأیید کنندهٔ این باور است که اپیکور حتی در بحبوحهٔ درد و مصائب خود می‌تواند تا آخر شادمان زندگی کرد. همچنین این مطلب می‌تواند نشان‌دهندهٔ نگرانی ویژه‌اش برای خوشبختی کودکان باشد.

## تعالیم

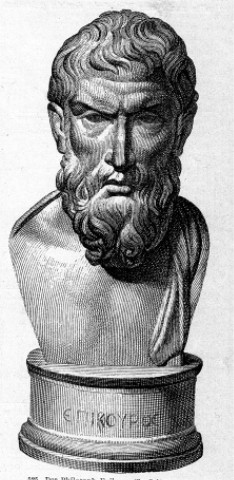
تصویری از نیم‌تنهٔ برنزی کوچک اپیکور در ۱۸۸۵ از هرکولانیوم. سه مجسمه برنزی از اپیکور همراه با پاره‌ای از نوشتارها، در ویلا پاپیری بازیافته شدند.

### معرفت‌شناسی
اپیکور و پیروان او دیدگاه معرفت‌شناسی گسترده‌ای داشتند که در رقابت با دیگر مکتب‌ها موجود گسترش یافته بود. اپیکور رساله‌ای به نام قانون (Κανών) نوشت و در آن روش‌های تحقیق و نظریهٔ دانش خود را توضیح داد. از این کتاب حال نسخه‌ای باقی نمانده‌است، و حتی متن دیگری که به‌طور کامل و واضح معرفت‌شناسی اپیکوری‌ها را تبیین کند، وجود ندارد و تنها بر حسب نوشته‌های نویسندگان متفرقه می‌توان آن را بازسازی کرد. اپیکور یک تجربه‌گرای سرسخت بود. او معتقد بود که حواس تنها منابع قابل اتکای بشر برای آگاهی از محیط هستند. او ایدهٔ افلاطون، که «برهان» یا «استدلال» را فارغ از حواس، منبعی قابل اعتماد برای دریافت دانش می‌دانست، نفی می‌کرد. همچنین با پیرهونی‌ها و آکادمیک شک‌گرایی به تلخی مخالفت می‌کرد، زیرا آن‌ها معتقد بودند که نه تنها توانایی احساس‌ها برای اثبات صحت اطلاعات دربارهٔ جهان کفایت نمی‌کند، بلکه حتی ممکن است شناخت و دانستن دربارهٔ کل عالم غیرممکن باشد.
اپیکور می‌گفت حواس پنج‌گانه هیچ‌گاه انسان را فریب نمی‌دهند بلکه ممکن است به اشتباه تفسیر شوند. اپیکور معتقد بود هدف از دانش و آگاهی یافتن بایستی کمک به نیل بشر به آتاراکسیا باشد. او چنین تدریس می‌کرد که آگاهی انسان، بیش از این که ذاتی و فطری باشد، از تجربه حاصل می‌شود و می‌پذیرفت که حقیقت اساسی چیزهایی که یک شخص درک کرده، برای سلامت اخلاقی و معنوی یک فرد، ضروری است. در نامه به پیتوکلس، او اذعان می‌کند که «اگر فردی با شواهد صریح برگرفته از حس‌های خود مبارزه کند، هرگز قادر نخواهد بود آسودگی واقعی را به اشتراک گذارد.» اپیکور حس درونی که دلیلش را نمی‌دانیم را منبعی غائی برای امور اخلاقی قلمداد می‌کرد و می‌گفت احساس شخص خواه درست یا غلط باشند، در هر حال نسبت به مسائل انتزاعی، قوانین سخت‌گیرانه مدون و حتی خود استدلال، راهنمای بسیار دقیق‌تری هستند.
اپیکور اذعان داشت که هر جمله‌ای که مستقیماً مغایر با ادراک انسان نباشد امکان صدق دارد. با این وجود، هر چیزی که خلاف تجربهٔ شخص باشد را هم می‌توان نادرست دانست. اپیکوری‌ها اغلب از تجربه‌های روزمره برای اثبات استدلالشان دربارهٔ موارد به اصطلاح «غیرقابل تصور» استفاده می‌کردند، این شامل هر چیزی که انسان نمی‌تواند درک کند می‌شد، مانند حرکت اتم‌ها. در راستای این اصل عدم تناقض، اپیکورییان معتقد بودند که رخدادهای جهان طبیعی ممکن است علل متعددی داشته باشند که همگی به یک اندازه ممکن و محتمل هستند. لوکرتیوس در من‌باب طبیعت چیزها شعری دارد که می‌گوید:
به علاوه گاه مواردی وجود دارد،

که تنها یک دلیل معین ندارند؛

بلکه واقعیت‌های گوناگونی هست که یکی از بین‌شان صادق است: هان، اگر جوینده‌ای،

از دورادور لاشهٔ بی‌جان کسی پیداست،

آنست که دلایل مرگش را تماماً برشماری.

دلایل مرگش را این گونه می‌توان نام برد:

بر شواهد گو بایست هلاک شده باشد، ولی نه با فولاد،

نه توسط سرما، و نه حتی با زهر و مرض،

لیکن چیزی همچون اینان بر سرش آمده.

ما می‌دانیم — گرچه موارد متعددی را برشمرده‌ایم.
اپیکور شدیداً به ارائهٔ توضیحات طبیعت‌گرایانه به ازای موارد مذهبی علاقمند بود. در نامه به پیتوکلس او چهار توضیح طبیعی احتمالی برای وجود رعد و برق، شش راه گوناگون برای توجیه وجود نور، سه‌تا برای برف، سه مورد برای ستاره‌های دنباله‌دار، دو راه برای رنگین‌کمان، دو تا برای زلزله و… را برشمرده‌است. اکنون همه این توضیحات نادرست شناخته شده‌اند، اما آن‌ها گامی مهم در تاریخ علم بودند، زیرا اپیکور سعی داشت با استفاده از توضیحات طبیعی، پدیده‌های طبیعت را تبیین کند، نه این که به خلق داستان‌هایی از خدایان و قهرمانان اسطوره‌ای متوسل شود.

### اخلاق

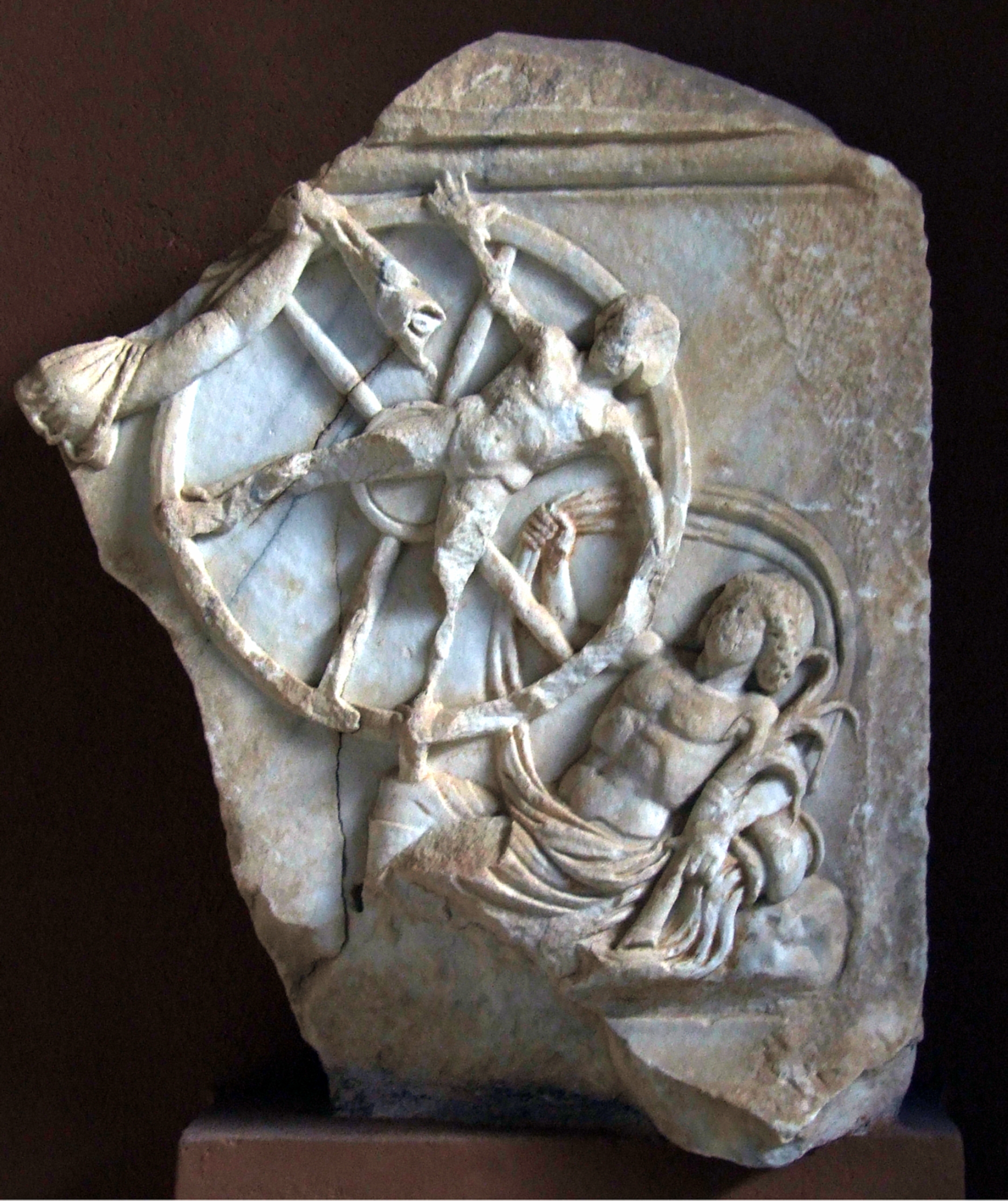
حکاکی مرمری از قرون اول یا دوم، که سرگذشت اسطوره‌ای ایکسیون را نشان می‌دهد. او به عنوان مجازات گناهانش، در تارتاروس به چرخی آتشین بسته شده و گردانده می‌شد. اپیکور آموخت که چنین داستان‌هایی که دربارهٔ مجازات پس از مرگ تعریف می‌شوند، خرافات است و باور به آن‌ها مانع از رسیدن به آتاراکسیا می‌شود.

اپیکور یک هدونیست بود، بدین معنی که اعتقاد داشت آنچه موجب شادی فرد شود، از نظر اخلاقی خیر، و آنچه برایش دردناک باشد شر است. او به شکلی ساده «لذت» را فقدان رنج و درد تعریف می‌کرد و بر این باور بود که تمامی انسان‌ها بایستی به دنبال دستیابی به آتاراکسیا و به عبارتی یک حالت «بی‌عیب و نقص» باشند تا عاری از رنجش و درد گردند. وی تصریح کرد که بیشتر رنج‌هایی که انسان متحمل می‌شود ناشی از ترس غیرمنطقی از مرگ، غضب الهی و مجازات پس از مرگ است. در نامه به منوسئوس، اپیکور تشریح می‌کند که مردم به خاطر این ترس‌ها به دنبال ثروت و قدرت هستند و بر این باورند که داشتن پول بیشتر، اعتبار یا اعتقاد سیاسی آن‌ها، از مرگ نجاتشان خواهد داد. او بدین ترتیب ادعا می‌کند که مرگ پایان وجود است و داستان‌های وحشتناک مجازات در زندگی پس از مرگ خرافاتی مسخره‌اند؛ فلذا نبایست کسی از مرگ بترسد. او در نامه به منوسئوس نوشته‌است: «خودتان را به این ایمان خو دهید که مرگ چیز مهمی برای ما نیست، زیرا خیر و شر به معنای نفس است، و مرگ پایان کار همهٔ نفوس است؛ پس چون وقتی هستیم، مرگ نیامده است و وقتی مرگ فرا رسید، ما نیستیم، مرگ— این دهشتناک‌ترین شر— برای ما مسئله‌ای نیست…» این آموزهٔ اپیکورین‌ها پایهٔ جمله‌ای است که می‌گوید: «من نبودم؛ من بودم؛ من نیستم؛ من اهمیتی نمی‌دهم» (Non fui, fui, non-sum, non-curo). این جمله بر سر محل دفن پیروان اپیکور نوشته می‌شد و بر سنگ قبرهای زیادی از عهد حکومت امپراتوری روم دیده می‌شود. این نقل‌قول هنوز هم در مراسم‌های تدفین انسان‌گرایانه ادا می‌شود.
تترافارماکوس خلاصه‌ای از نکات کلیدی آموزه‌های اخلاقی اپیکوریسم را این گونه ارائه داده‌است:
از خدا نترسید
دربارهٔ مرگ نگران نباشید
آنچه خوب است را به راحتی می‌توان بدست آورد
آنچه وحشتناک است را به راحتی می‌توان تحمل کرد
اگرچه اپیکور را معمولاً به عنوان طرفدار لذت بردن بی حد و حصر و نامحدود می‌شناسند، اما در حقیقت او اظهار داشته که شخص تنها با زندگی عاقلانه، هوشیارانه و اخلاقی می‌تواند خوشحال و عاری از درد و رنج باشد.او به شدت هشدار داده که باید از خوشحالی بی‌حد و حصر خودداری کرد و شخص باید عواقب چنین اعمالی، که منجر به رنجش او در آینده می‌شوند، را در نظر بگیرد، او می‌نویسد: «زندگی دلپذیر نه با مجموعه‌ای از مشروبات الکلی و شادابی‌های آنی و نه با لذت بردن از پسران و زنان و نه با خوردن ماهی و چیزهای دیگری که در فهرستی گران باشند، بلکه با استدلال هوشیارانه به دست می‌آید.» او همچنین نوشت که یک تکه پنیر می‌تواند همچون جشن کاملی، به اندازهٔ کافی خوشایند باشد. علاوه بر این، اپیکور آموخت که «بدون لذت، تعقل و نجابت و عدل نمی‌توان زندگی کامروایی داشت»؛ زیرا شخصی که به اعمال ناعادلانه یا بی‌عدالتی دست می‌زند، به خاطر کاری که کرده دچار عذاب خواهد شد. عذاب وجدان گناه او با این ترس دائمی در طول زندگیش همراه خواهد شد که شاید دیگران به اعمال ناشایست او پی برند. اما فردی که با دیگران مهربان و عادل است، هیچ ترسی نخواهد داشت و به احتمال زیاد به آتاراکسیا نائل می‌شود.
اپیکور میان لذائذ تفاوت دوگانه‌ای قائل شده‌است: لذت‌های «آنی» (κατὰ κίνησιν ἡδοναί) و لذت‌های «ایستا» (καταστηματικαὶ ἡδοναί). لذت‌های «آنی» هنگامی رخ می‌دهند که در زمان ارضای فرد، یکی از حس‌های او در حال تحریک باشد. پس از برآورده شدن چنین خواسته‌هایی (مثلاً زمانی که فرد با خوردن غذا سیر شده)، لذت به سرعت از بین می‌رود و شخص مدتی بعد میلی آمیخته به رنجش برای برآورده کردن دوبارهٔ آن لذائذ دارد. از نظر اپیکور لذت‌های «ایستا» خیلی بهترند چون لذت‌های آنی سریعاً محو می‌شوند و همواره با درد و رنج همراهند. اپیکور در مورد ازدواج و رابطهٔ جنسی نظرات کمی دارد، هر دوی آنان را دارای ارزش مشکوکی می‌داند. در عوض، او اظهار داشت که دوستی‌های افلاطونی برای زندگی سالم و شاد ضروری است. یکی از بندهای آموزه‌های بنیادین اپیکور اظهار داشته: «در چیزهایی که خرد برای سعادت زندگی به دست می‌آورد، بزرگترین چیز داشتن دوست است.» او همچنین آموخت که فلسفه به خودی خود لذت‌بخش است. یکی از نقل‌قول‌های آمده از اپیکور در گفتارهای واتیکان اذعان دارد: «در سایر حرفه‌ها، میوهٔ پیروزی سخت در پایان کار به دست می‌آید؛ اما در فلسفه لذت با دانش قدم می‌گذارد. لذت بعد از پایان درس سر نمی‌رسد، بلکه لذت و یادگیری هم‌زمان اتفاق می‌افتد.»
اپیکور خواسته‌ها و تمایلات بشر را به سه دسته تقسیم می‌کند: طبیعی و لازم، طبیعی و نالازم، پوچ و خالی. تمایلات طبیعی و لازم همچون نیاز به خوراک و سرپناه هستند. برآورده کردن آن‌ها آسان است، اما از بین بردنشان دشوار است، هنگام رضایت خاطر لذت‌آورند و طبعاً محدود هستند. فراتر رفتن از این محدودیت‌ها، خواسته‌های غیر ضروری مانند تمایل به غذاهای لوکس را ایجاد می‌کند. اگرچه غذا ضروری است، اما غذای لوکس ضروری نیست. به موجب همین مسئله، اپیکور از زندگی هدونیستی دارای اعتدال با کاهش امیال دفاع می‌کند، چنان‌که می‌پندارد کنار نهادن بدبختی‌ها معلول امیال به فرجام نرسیده‌است. هوس‌های بیهوده شامل آرزوهایی برای قدرت، ثروت و شهرت است. برآورده کردن این‌ها دشوار است، زیرا هر چقدر هم فرد به آنان دست یابد، همیشه می‌تواند بیشتر بخواهد. این دسته از خواسته‌ها توسط جامعه و اعتقادات دروغین به ما تلقین می‌شوند. این‌ها طبیعی نیستند و باید مورد تردید واقع شوند.
آموزه‌های اپیکور به فلسفه پزشکی وارد شد و پزشکی اپیکوریست به نام آسکلپیادس بیتونیایی، که برای نخستین بار آموزه‌های پزشکی یونان را به رم منتقل کرده بود، از آن‌ها استفاده کرد. آسکلپیادس رفتاری دوستانه، دلسوزانه، خوشایند و بدون درد با بیماران داشت. وی طرفدار برخورد انسانی با اختلالات روانی بود؛ افراد مجنون را از حصر آزاد می‌کرد و آن‌ها را با درمان طبیعی مانند رژیم و ماساژ تحت درمان قرار می‌داد. روش‌های او به‌شکل تعجب‌برانگیزی مدرن است؛ بنابراین آسکلپیادس یک پزشک پیشگام در روان‌درمانی، فیزیوتراپی و پزشکی مولکولی محسوب می‌شود.

### فیزیک
اپیکور در نامه به هرودوت می‌نویسد «هیچ چیز از هیچ حاصل نمی‌شود» ، این یعنی از نظر او تمامی حوادث علت‌هایی — شناخته شده یا ناشناخته — دارند. به همین ترتیب، او همچنین می‌نویسد که هیچ چیز هرگز به به عدم نمی‌رسد، زیرا «اگر یک شیء که از منظر ما از بین رفته، کاملاً نابود می‌شد، بالاخره همه چیز در جهان از بین می‌رفت، زیرا آن چیزی که در آن چیزها متلاشی شوند، وجود نداشت.» او به این نتیجه می‌رسد که «کلیت امور همیشه به یک صورت موجود بوده‌است و همیشه به همین صورت باقی می‌ماند؛ زیرا هیچ چیز وجود ندارد که بتواند تغییر کند، به این دلیل که هیچ چیز خارج از چارچوب کلی نیست که بتواند نفوذ کرده و تأثیر بگذارد.» همان‌طور که پیش‌تر دموکریتوس هم اظهار می‌داشت، اپیکور بر این باور بود که تمام ماده‌ها از اجزای ریزتری به نام «اتم» تشکیل می‌شوند (زبان یونانی: ἄτομος؛ atomos، به معنی «غیرقابل تقسیم»). برای اپیکور و یارانش، وجود اتم‌ها حاصل یک مشاهدهٔ تجربی بود؛ یکی از پیروان اپیکور، شاعر رومی به نام لوکرتیوس، از فرسایش تدریجی حلقه‌ها بر اثر به دست گذاشتنشان، مجسمه‌ها بر اثر بوسه زدن، سنگ‌ها در اثر چکیدن آب و جاده‌ها از عبور افراد، به عنوان شواهد در طبیعت اشیاء نام می‌برد تا وجود اتم‌ها را به عنوان ذرات ریز و غیرقابل تصور نشان دهد.
همچنین اپیکور مثل دموکریتوس یک ماده‌گرا بود که اعتقاد داشت تنها اتم و پوچی وجود دارند. پوچی یا خلأ جایی رخ می‌دهد که اتم‌ها حضور نداشته باشند. اپیکور و پیروانش بر این باور بودند که اتم و پوچی هیچ‌یک حد و مرزی ندارند و بنابرین جهان بی‌انتهاست. لوکرتیوس در نوشتهٔ در طبیعت چیزها با آوردن مثال مردی که در کرانهٔ فرضی جهان هستی نیزه‌ای به سمت بیرون پرتاب می‌کند، این دیدگاه را اثبات کرده‌است. او استدلال کرد که اگر نیزهٔ مذکور بتواند از حد و مرز هستی خارج شود، مرز و کرانه معنی خود را از دست می‌دهند و اگر چیزی راه نیزه را مسدود کند، بدین معناست که چیزی در آن سوی کرانه وجود دارد که توانسته مانع نیزه شود و این ناقض فرض است. نتیجتاً اپیکور و مریدانش به بی‌نهایت بودن هستی و اتم‌ها معتقد بودند و می‌گفتند بایستی چندین دنیای نامحدود در هستی وجود داشته باشد.
اپیکور آموخت که حرکت اتم‌ها ثابت، ابدی و بدون شروع یا پایان است. او دو نوع حرکت قائل شد: حرکت اتم‌ها و حرکت اجسام قابل مشاهده. هر دوی این حرکات واقعی بوده و وهمی نیستند. دموکریتوس معتقد بود که اتم‌ها نه تنها در حرکتی جاودانه‌اند، بلکه در فضا پرواز می‌کنند، ترکیب می‌شوند، برخورد دارند و می‌توانند در صورت لزوم از یکدیگر جدا شوند. اپیکور در یک اختلاف نظر نادر با دموکریتوس، مفهوم «انحراف» اتم‌ها (παρέγκλισις parénklisis؛ کلینامن) را مطرح کرد که یکی از شناخته‌شده‌ترین مفاهیم بنا نهاده توسط اوست. بنا بر این نظریه، اتم‌هایی که در فضا در حال حرکت هستند، ممکن است از مسیری که انتظار می‌رود طی کنند مقداری منحرف شوند. اپیکور این آموزه را به این خاطر مطرح نمود که می‌خواست ضمن حفظ مدل فیزیکی جبرگرایانهٔ اتم‌گرایی، مفاهیم اختیار و مسئولیت اخلاقی را حفظ کند. لوکرتیوس این مسئله را این گونه توضیح داده: «این انحراف ناچیز از مسیر اولی، در مکان و زمانی مجهول، موجب می‌شود بتوانیم خاطرمان را از تجربهٔ اجبار ذاتی هرچیز به جبر و رنجی همچون بردگان در زنجیر، حفظ کنیم.»
اپیکور نخستین کسی است که توانست اختیار عمل انسان را بنا بر اصول بنیادین عدم قطعیت در حرکت اتم‌ها، توجیه کند. این استدلال موجب شد برخی از فلاسفه تصور کنند اپیکور می‌گوید ارادهٔ بشر مستقیماً بر حسب اتفاق به وجود آمده. لوکرتیوس در در طبیعت چیزها اظهار داشته که این شناخته‌شده‌ترین قسمت از موضع‌های اپیکور است. اپیکور در نامه به منوسئوس از ارسطو پیروی کرده و می‌گوید سه احتمال وجود دارد: «بعضی چیزها از روی ضرورت وجود دارند، بعضی دیگر از روی احتمالات و دیگر چیزها به واسطهٔ نمایندگی ما.» ارسطو گفته بود برخی چیزها «وابسته به ما» (eph'hemin) هستند. اپیکور ضمن موافقت با این مسئله، می‌گفت این مورد آخر است که ستایش و سرزنش طبعاً به آن اشاره دارند. از دیدگاه اپیکور نظریهٔ «انحراف» اتم‌ها به سادگی جبرگرایی را، برای نمایندگی استقلال و اراده، شکست می‌دهد.

### الهیات

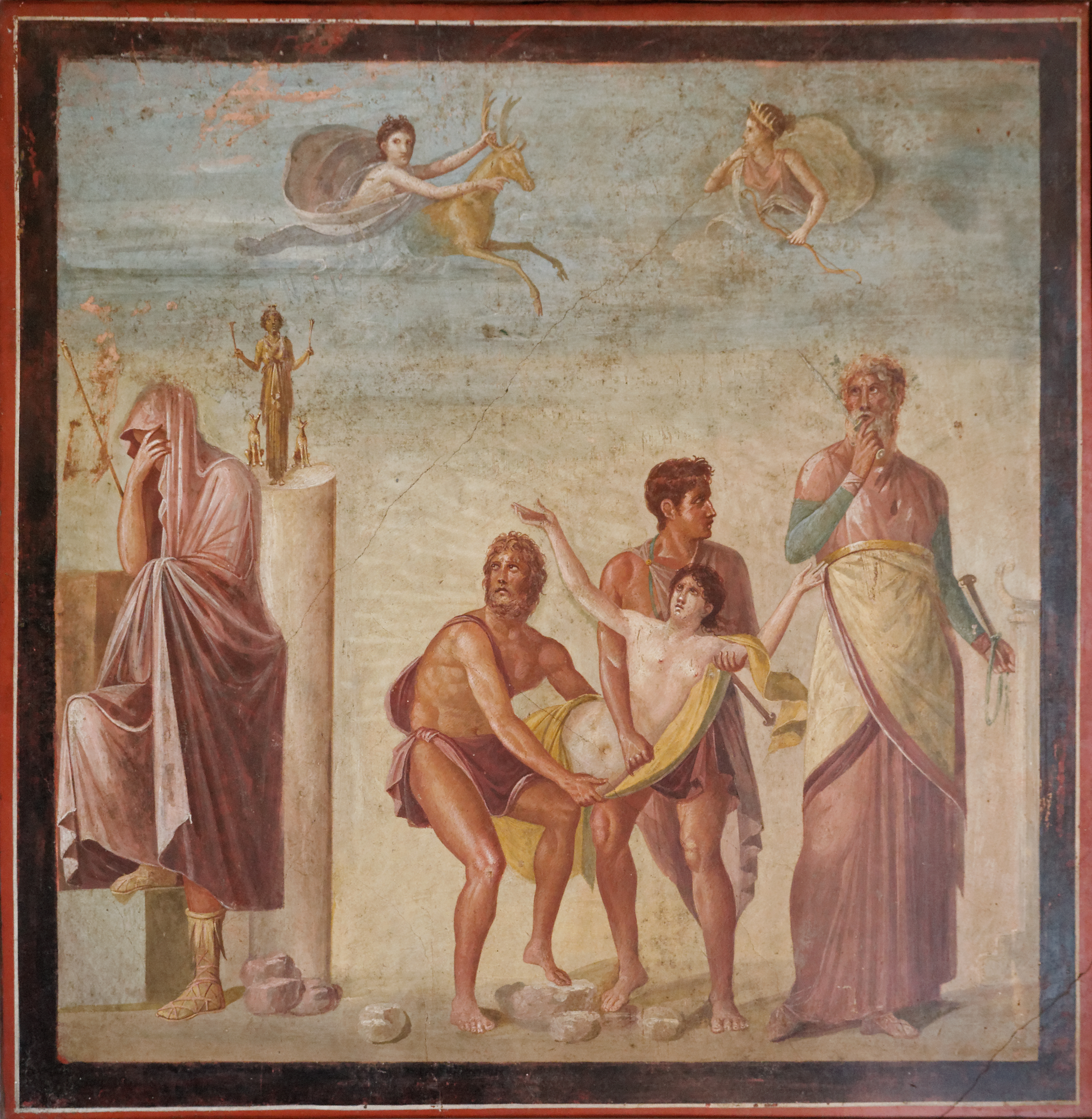
یک نقاشی از قرن یکم میلادی در پمپئی که داستان اساطیری قربانی کردن ایفیگنیا، دختر آگاممنون، را نشان می‌دهد. لوکرتیوس، شاعر رومی و شاگرد اپیکور، اشاره می‌کند که این اسطوره نمونه‌ای است که شر ادیان محبوب را، بر خلاف کلام سالم‌تر اپیکور عیان می‌دارد.

در نامه به منوسئوس، که خلاصه‌ای از آموزه‌های اخلاقی و کلامی خود اپیکور است، اولین قطعهٔ توصیه‌ای که او در اختیار مریدانش قرار می‌دهد این است: «ابتدا بیندیشید که خدا مطابق تصور عمومی یک جانور فناناپذیر و خجسته است و هیچ چیز نامناسبی به فناناپذیری خدا یا چیز نفرت‌انگیزی به خجستگی و برکتش نسبت ندهید» اپیکور اظهار داشت که او و یارانش می‌دانند که خدایان وجود دارند زیرا «دانش ما از آن‌ها یک برداشت آشکار و واضح است»، این یعنی از نظر اپیکور مردم می‌توانند به صورت تجربی حضور خدا را حس کنند. منظور او این نبود که مردم می‌توانند خدایان را در حالت فیزیکی بنگرند، بلکه معتقد بود می‌توان در رؤیا تصور خدایان را، که از مناطق دورافتادهٔ فضای میان ستارگان به جایی که آنان حضور دارند فرستاده شده، مشاهده نمود. آن گونه که جورج ک. استروداچ می‌گوید، اپیکور به آسانی قادر بود بدون آن که تغییری در جهان‌بینی ماده‌گرایانه‌اش ایجاد کند، خدایان را حذف کند. اما خدایان هنوز یک نقش و مأموریت مهم در الهیات اپیکور به عهده داشتند؛ آنان معیار فضیلت‌های اخلاقی برای تقلید و تحسین بودند.
اپیکور دیدگاه متعارف یونانیان در مورد خدایان، که به عنوان موجوداتی انسان‌نما همچون مردم عادی روی زمین قدم می‌زدند، فرزندان نامشروع را پس از رابطه با فانی‌ها به دنیا می‌آوردند و کینه و دشمنی‌های شخصی را پیگیری می‌کردند، را رد می‌کرد. درعوض، آموزه‌های او بر آن بودند که خدایان از نظر اخلاقی بی‌نقص هستند، اما موجوداتی جدا و غیرقابل دسترس هستند که در مناطق دورافتادهٔ فضای بین ستارگان زندگی می‌کنند. در راستای این آموزه‌ها، اپیکور با قاطعیت این عقیده که خدایان به هر طریقی در امور انسانی دخیل هستند را تکذیب می‌کند. اپیکور اظهار داشت که خدایان کامل و بی‌عیب هستند و آنقدر از جهان دور شده‌اند که قادر به شنیدن نماز و ادعیه یا انجام کاری به غیر از تعقل کمال خود نیستند. در نامه به هرودوت او به‌طور خاص انکار می‌کند که خدایان هرگونه کنترلی بر پدیده‌های طبیعی داشته باشند، و استدلال می‌کند این امر با ماهیت بنیادین آن‌ها مغایرت دارد، زیرا هر نوع دخالت دنیوی، کمال آن‌ها را متزلزل می‌کند. وی در ادامه هشدار داد که اعتقاد به این که خدایان کنترل پدیده‌های طبیعی را برعهده دارند، مردم را در ایمان به دیدگاه‌های خرافاتی گمراه می‌کند و فکر می‌کنند که خدایان انسان را به دلیل کارهایی که مرتکب می‌شوند، مجازات خواهند کرد. این امر فقط موجب القای ترس می‌شود و از رسیدن افراد به آتاراکسیا جلوگیری می‌کند.
خود اپیکور در نامه به منوسئوس و نامه به هرودوت با لحنی محدود و معتدل، از دین عامه‌پسند انتقاد می‌کند. اپیکوریان بعدها عمدتاً همان عقاید استادشان را دنبال کردند و به وجود خدایان اعتقاد داشتند، اما عقیده به مشیت الهی را به‌طور جدی رد می‌کردند. با این حال نکوهش‌های آن‌ها به ادیان عامه‌پسند از ملایمت کمتری برخوردار است. در نامه به پیتوکلس, که یکی از پیروان متأخر اپیکوریسم نوشته‌است، دیدگاه تحقیرآمیزی نسبت به ادیان وجود دارد و پیرو فدایی اپیکور، لوکرتیوس شاعر، (ح. ۹۹ پ‌م – ح. ۵۵ پ‌م) نیز در اشعار فلسفی خود در کتاب در طبیعت چیزها به ادیان عامه‌پسند می‌تازد. در شعری از لوکرتیوس، او می‌گوید اعمال دینی عامه نه تنها فضیلت‌بخش نیستند، بلکه منجر به «اعمال ناشایست بزهکارانه و گناه» می‌شوند، او قربانی کردن ایفیگنیا در داستان‌های اساطیری را به عنوان نمونه ذکر می‌کند. لوکرتیوس معتقد است که خلقت و مشیت الهی غیرمنطقی است، نه به این دلیل که خدایان وجود ندارند، بلکه بیشتر به این دلیل است که این تصورات با اصول اپیکوریان دربارهٔ فناناپذیری و برکت‌بخش بودن خدایان ناسازگار است. فیلسوف پیرهونیست دیگری، به نام سکستوس امپریکوس (ح. 160 – ح. ۲۱۰ میلادی) آموزه‌های اپیکوریان دربارهٔ خدایان را رد کرده و کلامی «دگماتیست» می‌داند.

### مسئلهٔ شر اپیکور

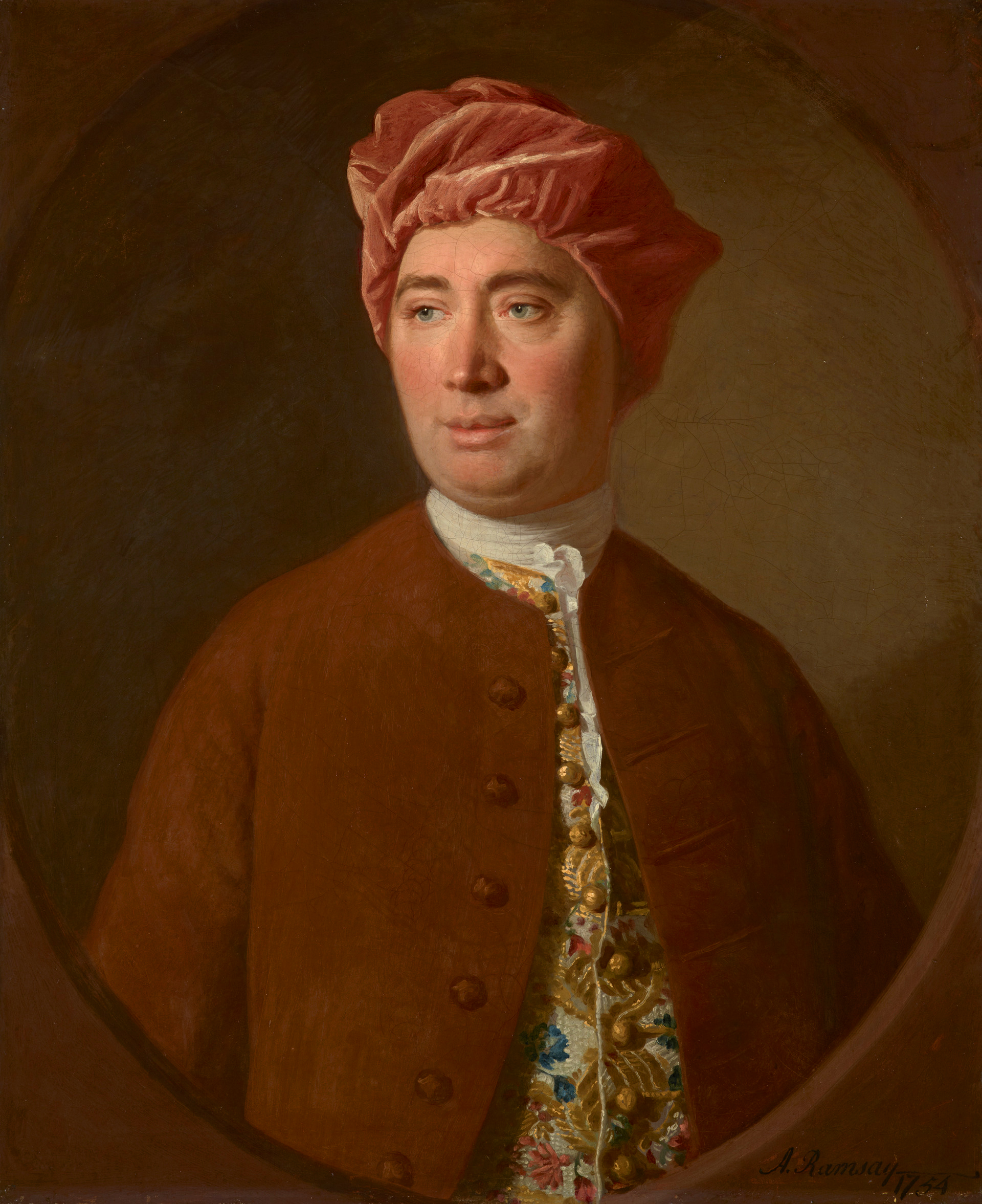
معروف‌ترین نسخه از مسئله شر را دیوید هیوم (در عکس) به اپیکور نسبت داده‌است. او این مطلب را بنا بر نوشتارهای لاکتانتیوس مطرح نمود ولی هیچ مدرکی دال بر این که اپیکور چنین مسئله‌ای را طرح کرده باشد، وجود ندارد و اگر هم اپیکور آن را به وجود آورده باشد، در نقد مشیت الهی بیان کرده‌است و نه وجود خدا.

مسئلهٔ اپیکور یا معمای اپیکور نسخه‌ای از مسئله شر است. لاکتانتیوس در کتاب د ایرا دئی (De Ira Dei)، ۱۳، ص ۲۰–۲۱، طرح این مسئله را به اپیکور نسبت داده‌است:

او می‌گوید، خدا یا می‌خواهد شرارت‌ها را از بین ببرد و قادر نیست؛ یا او قادر است، و مایل نیست؛ یا او نه مایل و نه قادر است؛ یا هم مایل و هم قادرست. اگر خدا بخواهد و ناتوان باشد، ضعیف است، که مطابق با شخصیت خدا نیست. اگر او قادرست ولی مایل نیست، بدخواه است، که با شناخت ما از خدا مغایر است. اگر او نه مایل باشد و نه قادر، بدخواه و ضعیف است و بنابراین خدا نیست. اگر او هم مایل و هم قادر باشد، برای عنوان خدا مناسب است ولی در این صورت منبع بدی‌ها از کجا است؟ یا چرا او شرارت را نابود نمی‌کند؟

دیوید هیوم هم در کتاب گفتگوها در باب دین طبیعی (۱۷۷۹) همین مسئله را بیان کرده‌است:

سؤال قدیمی اپیکور همچنان بی‌پاسخ مانده‌است. آیا او مایل به جلوگیری از شر است، اما قادر نیست؟ پس او ناتوان است. آیا او قادر است اما تمایل ندارد؟ پس او بدخواه است. آیا هم توانایی و هم تمایل دارد؟ پس منشأ شر از کجاست؟

هیچ نوشتاری از اپیکور وجود ندارد که این مطلب را بیان کرده باشد. با این حال، بخش عمده‌ای از نوشته‌های اپیکور گم شده‌است و این احتمال وجود دارد که نوشتارهای حاوی این استدلال در رسالهٔ گمشده‌اش دربارهٔ خدایان، که دیوژن لائورتوس به عنوان یکی از بزرگترین آثار او توصیف کرده، یافت شود. اگر اپیکور واقعاً نوعی این استدلال را به وجود آورده باشد، استدلالی بر ضد وجود خدایان نبود، بلکه برهانی علیه مشیت الهی است. نوشته‌های ماندگار اپیکور نشان می‌دهد که او به وجود خدایان ایمان داشته‌است. علاوه بر این، مذهب چنان بخش جدایی‌ناپذیر از زندگی روزمره در یونان در اوایل دورهٔ هلنیستی بود که جای تردید است که کسی در آن دوره می‌توانسته به معنای مدرن کلمه یک آتئیست باشد. حتی عبارت یونان آتئیست (ἄθεος؛ átheos) که معنای «بی‌خدا» دارد، در آن بازهٔ زمانی به عنوان یک توهین استفاده می‌شد، نه بیان‌کنندهٔ عقاید شخصی کسی.

### سیاست
اپیکور تئوری نوآورانهٔ عدالت را به عنوان یک قرارداد اجتماعی ارتقا داد. به گفتهٔ اپیکور، عدالت توافقی است که نه به کسی آسیب می‌رساند و نه آسیبی می‌بیند، و ما باید چنین قراردادی داشته باشیم تا از مزایای زندگی مشترک در یک جامعه نظم یافته به‌طور کامل بهره‌مند شویم. برای کنترل احمقانی که کارهای ناشایست می‌کنند، قوانین و مجازات لازم است. اما فرد خردمند سودمندی عدالت را می‌بیند و در هر صورت، در راستای تمایلات محدود خود، دیگر نیازی به اعمال رفتارهای منع‌شده توسط قوانین را ندارد. قوانینی که برای ارتقاء شادی مفید هستند، عادلانه‌اند، اما مواردی که از این جهت مفید نیستند، عادلانه هم نیستند. (آموزه‌های بنیادین، ۳۱–۴۰)
اپیکور از مشارکت در سیاست کناره جست؛ زیرا این کار منجر به آشفتگی و جستجوی موقعیت‌ها می‌شود. به جای آن، او خواهان توجه افراد به درونیات خودشان بود. این اصل با عبارت lathe biōsas (λάθε βιώσας) به معنی «زندگی در گمنامی» یا «زندگی را بدون جلب توجه به خودت به دست آور» است؛ یعنی زندگی بدون این که در پی جلال یا ثروت یا قدرت باشی، بلکه به صورت ناشناس از چیزهای کوچک مانند غذا، جمع دوستان و غیره لذت ببری. پلوتارک در مقالهٔ خود آیا جملهٔ «زندگی در گمنامی» صحیح است؟ این موضوع را بررسی می‌کند.

## آثار

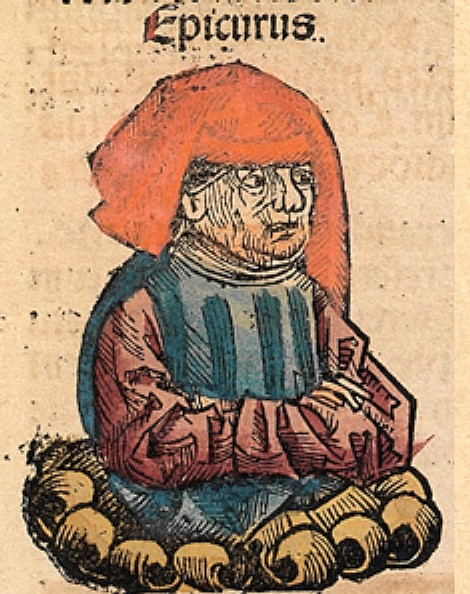
تصویری از اپیکور در وقایع‌نامهٔ نورنبرگ

اپیکور نویسنده‌ای پرکار بود. به گفتهٔ دیوژن لائرتیوس، وی حدود ۳۰۰ رساله درمورد موضوعات مختلف نوشت. نوشته‌های اصل اپیکور بیش از هر فیلسوف یونانی دیگری از عصر هلنیستی تا امروزه باقی مانده‌است. با این وجود اکثر قریب به اتفاق مکتوبات او از بین رفتند و دیگر در دسترس نیستند و بیشتر آنچه که در مورد آموزه‌های اپیکور شناخته شده‌است از نوشته‌های پیروان بعدی او، به ویژه شاعر رومی لوکرتیوس ناشی می‌شود. تنها آثار کاملی که از اپیکور باقی مانده، سه نامهٔ اوست که در جلد دهم کتاب دیوژن لائرتیوس به نام زندگی و عقاید فیلسوفان برجسته گنجانده شده‌بود، همچنین دو کتاب اپیکور هم سالم باقی مانده‌اند: آموزه‌های بنیادین (Κύριαι Δόξαι)، که به واسطهٔ نقل‌قول‌های دیوژن هم حفظ شده‌بود، و گفتارهای واتیکان، که در سال ۱۸۸۸ میلادی، در میان دست‌نویس‌های موجود در کتابخانه واتیکان یافت شد. در نامه هرودوت و نامه پیتوکلس، اپیکور خلاصه‌ای از فلسفه‌اش در باب طبیعت را بیان می‌کند، و در نامه منوسئوس، آموزه‌های اخلاقی‌اش را خلاصه کرده. قطعات پرشماری از رساله‌های گمشده سی و هفت جلدی کتاب در باب طبیعت اپیکور در میان قطعات پاپیروس گچی ویلا پاپیری در هرکولانیوم یافت شده‌است. محققان برای اولین‌بار در سال ۱۸۰۰ تلاش‌هایی برای کشف و رمزگشایی از این قطعات گسسته انجام دادند، اما تلاش‌ها بسیار پر دردسر بود و هنوز هم ادامه دارد.
بنا بر گفتهٔ دیوژن لائرتیوس (۱۰٫۲۷–۹)، مهم‌ترین آثار اپیکور این‌ها بودند:
1. در باب طبیعت، در ۳۷ کتاب
2. در باب اتم‌ها و پوچی
3. در باب عشق
4. سرپیچی از استدلال‌هایی که علیه فیلسوفان طبیعی به کار رفته‌است
5. علیه مگارایی
6. مسائل
7. گزاره‌های اساسی (Kyriai Doxai)
8. در باب انتخاب و اجتناب
9. در باب رئیس خوب
10. در باب معیار (کانون)
11. چائریدموس (Chaeridemus)
12. در باب خدایان
13. در باب پارسایی
14. هگسیاناکس (Hegesianax)
15. چهار مقاله در باب زندگی
16. مقاله‌ای تنها در باب معامله
17. نئوکلس (Neocles)
18. انشای نشانی ثمیستا (Essay addressed to Themista)
19. ضیافت (Symposium)
20. یوریلوچوس (Eurylochus)
21. انشای نشانی مترودورس
22. انشا در باب مشاهده
23. انشا در باب فرشتهٔ درون یک اتم
24. انشا در باب لمس
25. انشا در باب سرنوشت
26. نظراتی در باب تعصب
27. رساله نشانی تیموکراتس
28. پیش‌بینی‌ها (Prognostics)
29. نصیحت‌ها (Exhortations)
30. در باب شمایل
31. در باب ادراک
32. آرستوبیولس (Aristobulus)
33. انشا در باب موسیقی (همچنین با عنوان در باب موسیقی، شعر و رقص)
34. در باب عدالت و دیگر شایسته‌ها
35. در باب هدایا و سپاسگزاری
36. پلویمدس (Polymedes)
37. دموکریتوس (Timocrates؛ سه کتاب)
38. مترودروس (Metrodorus؛ پنج کتاب)
39. آنتیدوروس (Antidorus؛ دو کتاب)
40. نظراتی دربارهٔ مرگ و ناخوشی، نشانی میتراس
41. کالیستولاس (Callistolas)
42. انشا در باب قدرت شاهان
43. آناکسیمنس (Anaximenes)
44. نامه‌ها

## میراث

### اپیکوریسم باستانی

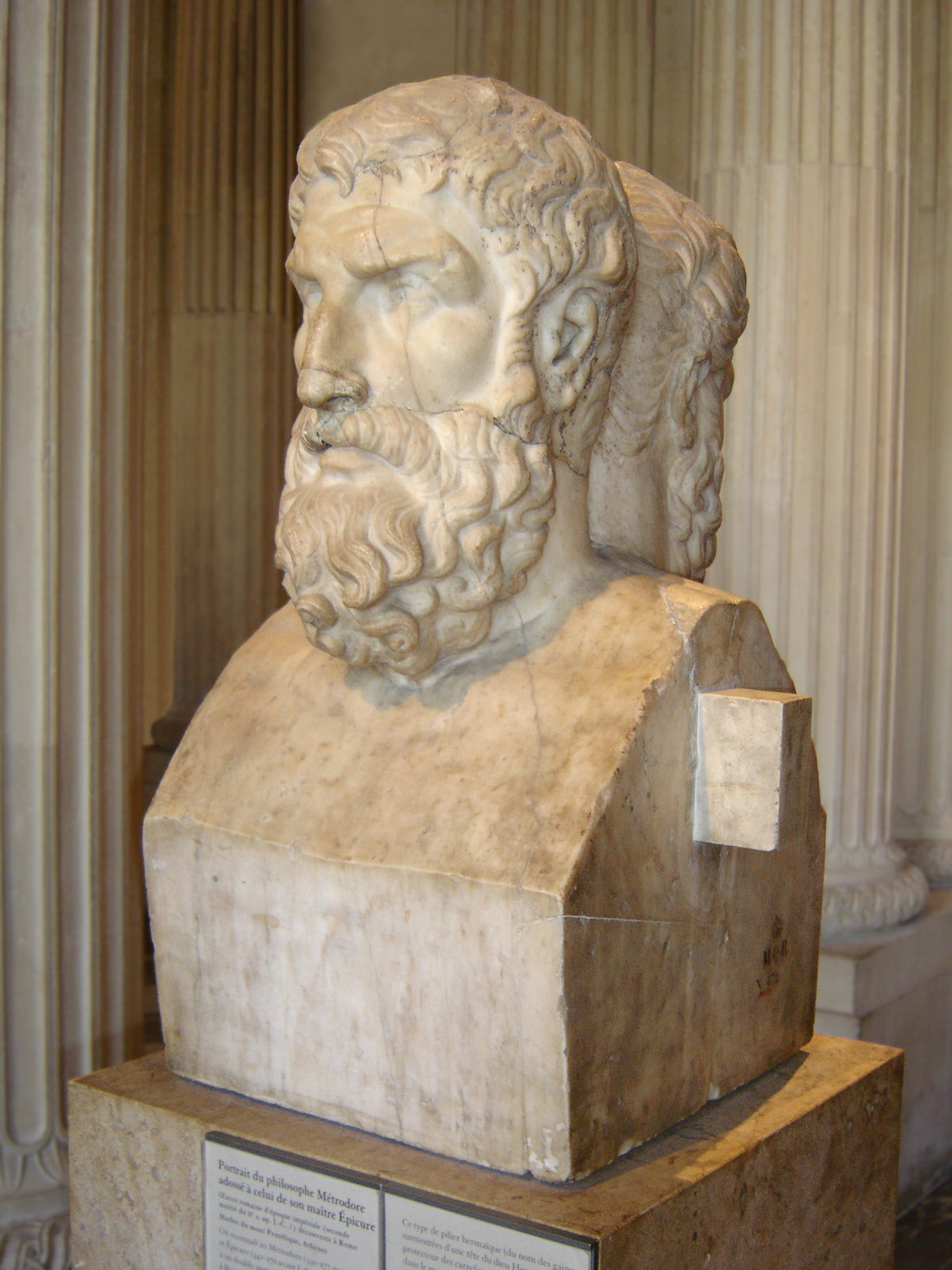
سردیس اپیکور پشت به پشت پیکرهٔ شاگردش، مترودوروس، در موزه لوور

اپیکوریسم از همان ابتدا بسیار محبوب بود. دیوژن لائرتیوس اظهار داشت که تعداد اپیکورین‌ها در سراسر جهان از کل جمعیت شهرنشین فراتر رفته‌است. با این وجود، اپیکور در بین همه مورد تحسین قرار نگرفت و در طول زندگیش، به عنوان یک لودهٔ نادان و عیاش مغرور مورد هجوم واقع می‌شد. وی تقریباً در حدود پنج قرن آتی، توأمان تحسین‌برانگیزترین و تحقیرشده‌ترین فیلسوف در مدیترانه باقی ماند. اپیکوریانیسم به سرعت در سراسر سرزمین یونان و سرتاسر جهان مدیترانه‌ای گسترش یافت و تا قرن اول پیش از میلاد، پایه و اساس محکمی در ایتالیا ایجاد کرده بود. راوی رومی، سیسرو (۱۰۶–۴۳ پ‌م)، که منتقد و ناسزاگوی اپیکوریان بود، ابراز تاسف کرده: «اپیکوریایی‌ها ایتالیا را همچون طوفانی درنوردیده‌اند.»
اکثریت قریب به اتفاق منابع یونانی و رومی باقی‌مانده نسبت به اپیکورانیسم دیدگاهی منفی دارند و به گفتهٔ پاملا گوردون، آن‌ها معمولاً خود اپیکور را «هیولا یا مضحک» جلوه می‌دادند. به ویژه بسیاری از رومیان دیدگاه اپیکوری‌ها که پیگیری «لذت» (voluptas)، در تقابل با ایدهٔ فضایل رومی (virtus) بود، را با نظری منفی می‌نگریستند. بنابرین رومی‌ها اغلب اپیکور و پیروانش را به صورت افرادی سست و متخنث کلیشه کردند. از برجسته‌ترین منتقدان فلسفهٔ او عبارتند از نویسندگان نامدار سنکا جوان، از رواقی‌های رومی (حدود ۴ پ‌م - ۶۵ میلادی) و پلوتارک از افلاطونیان میانه (حدود ۴۶ – ۱۲۰ میلادی)، که هر دوی آن‌ها اپیکوریسم را غیراخلاقی و بدنام می‌دانستند. گوردون خطابه‌ها علیه اپیکوریسم را «خام‌دست» می‌داند و معتقدست اطلاعات ارائه شده دربارهٔ نظرات اپیکور نادرست بوده و گاه «مضحک» می‌شده. سنکا در کتاب De vita beata گفته‌است: «فرقهٔ اپیکور… شهرت بدی دارد» و در مقایسه می‌گوید شبیه به «یک مرد در لباسی زنانه است: عفت شما باقیمانده است، نبوغ شما ناپایدار است، بدن شما از نظر جنسی تسلیم نشده‌است، اما در دست شما یک طبل است.»
اپیکوریانیسم یک مکتب فلسفی مشهور و بسیار محافظه‌کار بود؛ اگرچه پیروان بعدی اپیکور فلسفهٔ او را گسترش دادند، اما آن‌ها به شکلی جزم‌آمیز آنچه را که او در ابتدا آموخته بود، بدون اصلاح حفظ کردند. اپیکوریان و تحسین‌کنندگان اپیکورانیسم، اپیکور را به عنوان یک معلم بزرگ اخلاق، ناجی و حتی همچون خدایی بزرگ تکریم می‌کردند. تصویر او بر روی نگین انگشترها حک شده بود، تصویرهایی از وی در اتاق‌های نشیمن به نمایش درمی‌آمد و پیروان ثروتمند او، مجسمه‌های مرمرینش را برای تکریمش نصب می‌کردند. تحسین کنندگان او سخنان او را به عنوان رسالات الهی مورد احترام قرار می‌دادند، کپی‌هایی از نوشته‌های او را با خود حمل می‌کردند و نسخه‌های نامه‌هایش را مانند رساله‌های پیامبران گرامی می‌داشتند. در روز بیستم هر ماه، ستایش‌کنندگان آموزه‌های او برای ادای احترام به یاد و خاطره‌اش مراسم تشریفاتی بر پا می‌کردند.در عین حال، مخالفان آموزه‌های او با سرسختی و تعصب او را محکوم کردند.
با این وجود، در قرن اول و دوم میلادی، اپیکوریانیسم به تدریج شروع به افول کرد زیرا نتوانست با رواقی‌گری، که سیستم اخلاقی‌اش بیشتر مطابق با ارزش‌های سنتی رومیان بود، رقابت کند. در پی گسترش مسیحیت، که به سرعت در سراسر امپراتوری روم رواج یافته بود، اپیکوریانیسم دچار انحطاط شد. از بین کلیه مکتب‌های فلسفی یونان، اپیکورانیسم یکی از مخالف‌ترین تعالیم با آیین نوین مسیحی بود، زیرا اپیکوری‌ها معتقد بودند که روح و جان فانی هستند، وجود آخرت را انکار می‌کردند، نقش فعال خداوند در زندگی انسان را قبول نداشتند و از لذت به عنوان هدف اصلی وجود انسان دفاع می‌کردند. به همین خاطر نویسندگان مسیحی مثل ژوستین شهید (حدود ۱۰۰– ۱۶۵ م)، آتناگراس (حدود ۱۳۳– ۱۹۰)، ترتولیان (حدود ۱۵۵– ۲۴۰)، کلمنت اسکندریه (حدود ۱۵۰– ۲۱۵)، آرنوبیوس (متوفی حدود ۳۳۰) و لاکتانتیوس همگی انتقادی گزنده و شدیدی علیه این مکتب ارائه داده‌اند.
علی‌رغم همهٔ این‌ها، دی‌ویت استدلال می‌کند که اپیکورانیسم و مسیحیت زبان مشترک زیادی دارند و اپیکورانیسم را «اولین فلسفه مبلغین» و «فلسفه جهان نخستین» می‌نامند. هم اپیکوریانیسم و هم مسیحیت بر اهمیت عشق و بخشش تأکید جدی داشتند و تصویرهای اولیهٔ مسیحیان از عیسی اغلب شبیه به تصورات اپیکوریان از اپیکور است. دی‌ویت معتقد است که اپیکوریانیسم از بسیاری جهات با «کمک به ایجاد شکاف بین روشنفکری یونان و شیوه زندگی دینی» و «جلوگیری از تأکید بر سیاسی در برابر فضیلت‌های اجتماعی»، راهی برای گسترش مسیحیت ایجاد کرده‌بود و آنچه را که ممکن است دین بشریت نامیده شود، ارائه می‌داد.

### قرون وسطی

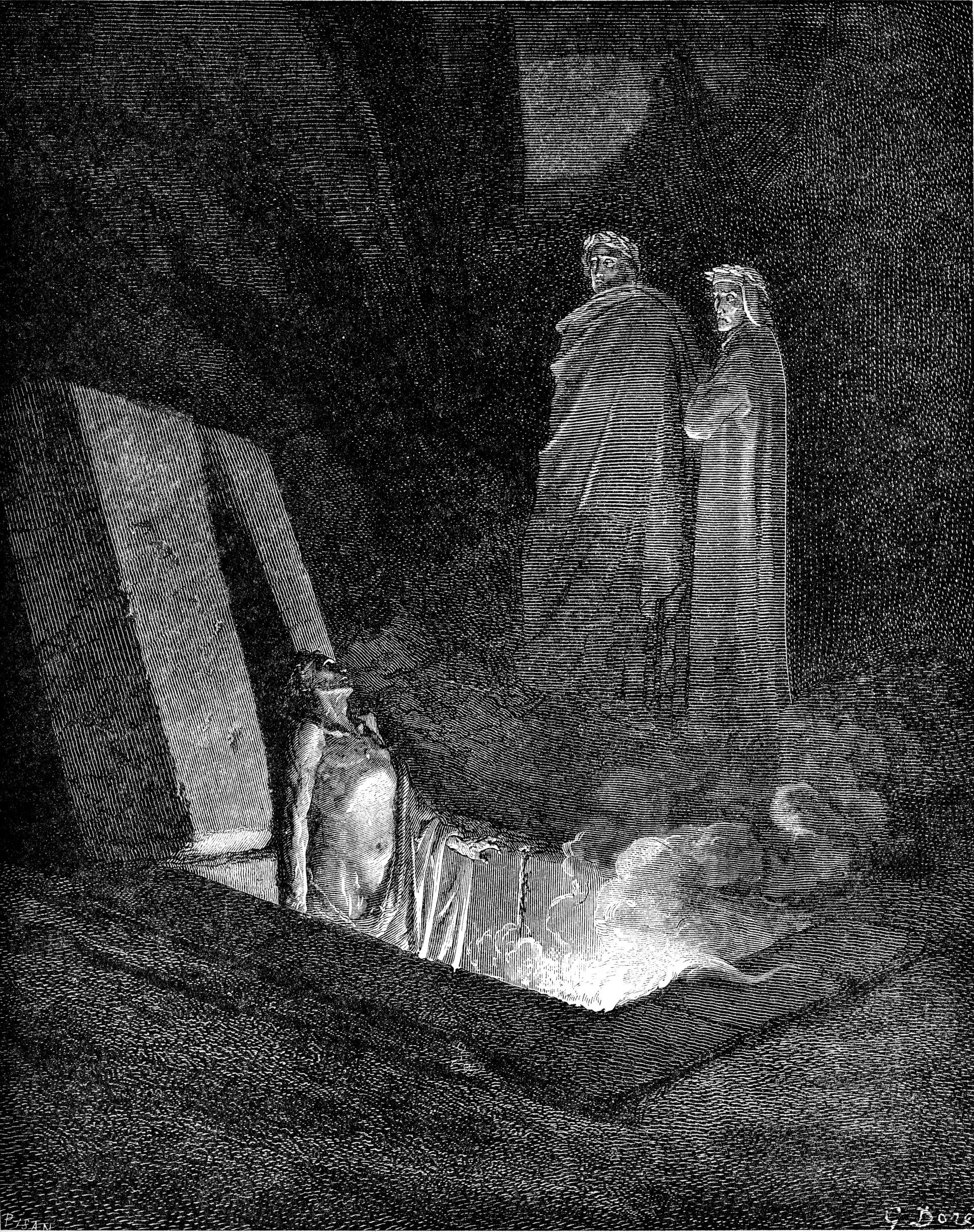
دانته در کتاب دوزخ اپیکور و مریدانش را در حال سوختن در طبقهٔ ششم جهنم به تصویر می‌کشد زیرا به مرگ روح همراه با جسم، باور داشته‌اند، گوستاو دوره این تابلو را بر اساس داستان دانته ترسیم کرد.

در اوایل قرن پنجم میلادی، اپیکوریسم تقریباً منقرض شده بود. پدر روحانی مسیحی، آگوستین (۳۵۴–۴۳۰ م) گفته‌است: «خاکستر آن‌ها چنان سرد است که جرقه‌ای ازشان برنمی‌خیزد.» در حالی که ایده‌های ارسطو و افلاطون به سهولت توانستند با جهان‌بینی مسیحی تطبیق یابند، تعالیم اپیکور چنین فرصتی نیافت. به همین ترتیب، فلسفهٔ ارسطویی و افلاطونی در طول قرون وسطی دارای ارج و قربی شدند، ولی اپیکوریسم به چنین جایگاهی نرسید دستیابی به تعالیم اپیکور مقدور بود، چنان‌که کتاب در باب طبیعت چیزها اثر لاکرتیوس و گفتاوردهای او در گرامرهای لاتین قرون وسطایی، گلچین‌ها و دانشنامه‌هایی نظیر اتیمولوژی اثر ایزیدور سویل (قرن هفتم) و د یونیورسو اثر رابانوس مائوروس (قرن نهم) موجود است؛ اما شواهد کمی مبنی بر اینکه این آموزه‌ها به‌طور منظم مورد مطالعه یا درک قرار گرفته باشند، وجود دارد.
در طول قرون وسطی از اپیکور به عنوان فیلسوفی تحصیل‌کرده یاد می‌کردند، ولی در فرهنگ عامه به صورت دربان باغ خوشی‌ها و «مالک آشپزخانه، میخانه و فاحشه‌خانه» تصور می‌شد. اپیکور در کتاب‌های ازدواج مرکوری و فیلولوژی اثر مارتیانوس کاپلا (قرن پنجم)، پولیکراتیکوس اثر جان سالزبری (۱۱۵۹)، میرور د لومه اثر جان گاور و حکایت‌های کنتربری اثر جفری چاسر با چنین ماسکی ظاهر شده‌است. اپیکور و شاگردانش همچنین در دوزخ اثر دانته آلیگیری در ششمین سیاه‌چال جهنم ظاهر می‌شوند، جایی که در تابوت‌های شعله‌ور زندانی هستند، زیرا به این باور رسیده‌بودند که روح با بدن می‌میرد.
در بخشی از شکند گمانیک ویچار، از کتاب‌های مهم زرتشتیان که در قرن نهم میلادی نوشته شده‌است، نویسنده برای نقد اسلام از مسئلهٔ شر اپیکور استفاده می‌کند تا نشان دهد الله نمی‌تواند خیرخواه باشد و این‌گونه عبارت بسم الله الرحمن الرحیم را به چالش می‌کشد.

### رنسانس

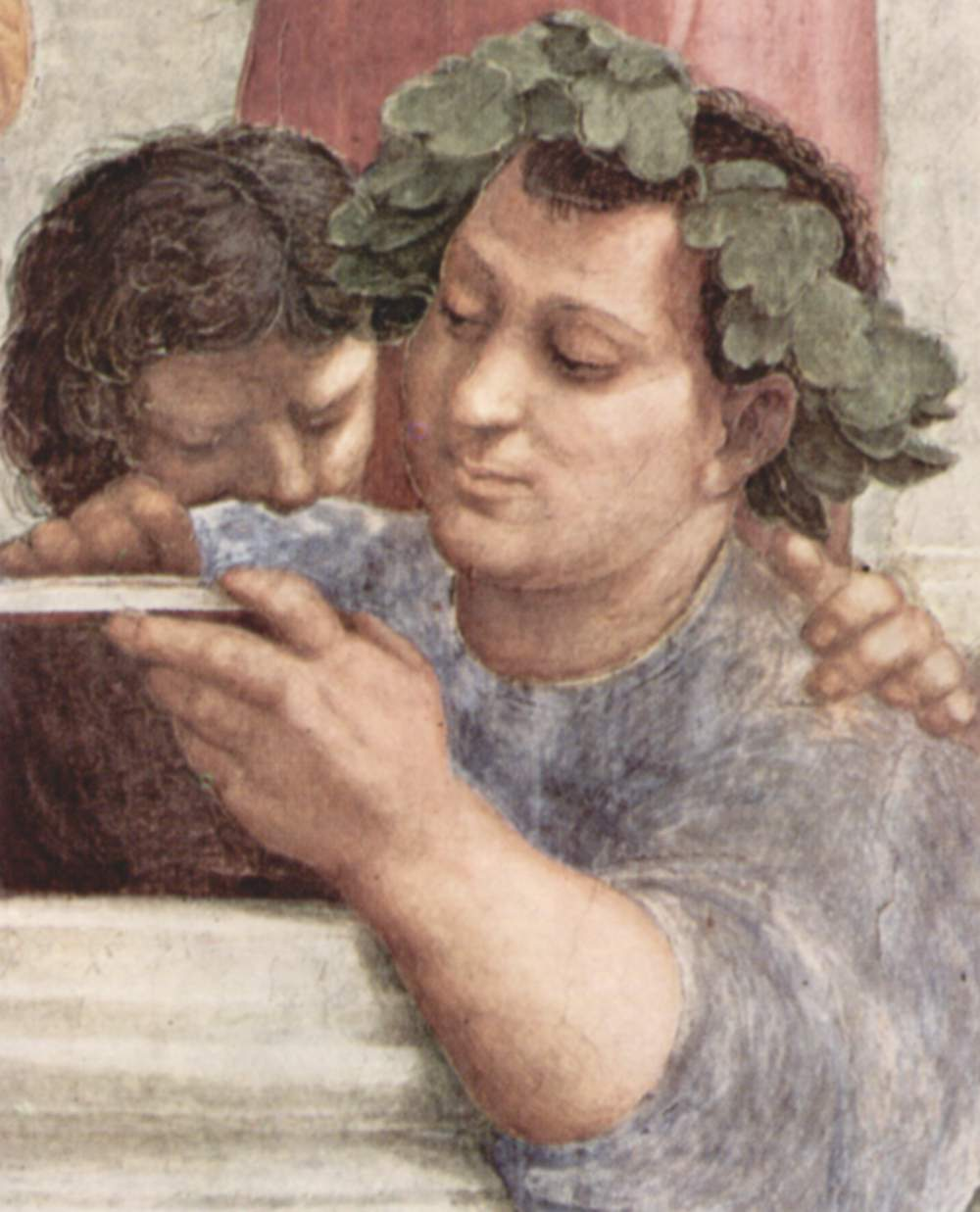
اپیکور به همراه دیگر فلاسفهٔ بزرگ در نقاشی رنسانسی رافائل به نام مکتب آتن (۱۵۰۹–۱۵۱۱) حضور دارد. از آنجا که تا سال ۱۷۴۲ تمثیل‌های یونانی-رومی اپیکور ناشناخته بودند، هنرمندان این دوره مجاب شدند برای او فیگور جایگزینی از خود ابداع کنند.

در سال ۱۴۱۷ کاوشگر کتب خطی به نام پوجو براچیولینی نسخه‌ای از کتاب در باب طبیعت چیزها لوکرتیوس را در صومعه‌ای نزدیک دریاچه کنستانس کشف کرد. کشف این دست‌نوشته با شور و هیجان بی‌نظیری روبه‌رو شد؛ زیرا دانشمندان این زمانه مشتاقانه در پی بررسی و مطالعهٔ آموزه‌های فلاسفهٔ کلاسیک بودند و متون مذکور که پیشتر به فراموشی سپرده شده بود، حاوی جامع‌ترین شرح آموزه‌های اپیکور است که به زبان لاتین یافته شده‌است. اولین مقالهٔ پژوهشی در مورد اپیکور در باب لذت (De voluptate) نام داشت که روحانی کاتولیک و انسان‌شناس ایتالیایی، لورنزو والا، در سال ۱۴۳۱ منتشر کرد. والا به لوکرتیوس یا شعر او هیچ اشاره‌ای نکرد. به جای این، او رساله را به شکل بحثی میان یک اپیکوری، یک رواقی و یک مسیحی، در مورد ماهیت بالاترین خیر ارائه داد. مناظرات والا سرانجام اپیکوریسم را رد می‌کند، اما با ذکر نام اپیکوری‌ها در میان طرف‌های درگیر مناقشه، به آنان به عنوان یک نحلهٔ فلسفی اعتباری بخشید، که شایستهٔ توجه است.
هیچ‌یک از انسان‌شناسان دورهٔ کواتروچنتو صریحاً اپیکوریسم را تأیید نکردند، ولی پژوهشگرانی همچون فرانسیسکو زابارلا (۱۳۶۰–۱۴۱۷)، فرانسیسکو فیللفو (۱۳۹۸–۱۴۸۱)، کریستوفورو لاندینو (۱۴۲۴–۱۴۹۸) و لئوناردو برونی (ح. ۱۳۷۰–۱۴۴۴) تحلیل‌های عادلانه‌تر از اپیکوریسم ارائه دادند و کمتر از گذشتگان به آن رویکرد خصمانه نشان دادند. با این حال، اپیکوریسم بیش از این که معرف یک مکتب فلسفی باشد، واژه‌ای تحقیرآمیز به معنای خودخواهی افراطی در لذت‌گرایی شناخته می‌شد. این شهرت کلیسای ارتدوکس را از مآل‌اندیشی آن که شاید کسی به آموزه‌های نامطلوب اپیکور علاقمند شود، منصرف نمود. اپیکورانیسم تا قرن هفدهم در ایتالیا، فرانسه یا انگلیس جا نیفتاد. حتی بدبینان مذهبی لیبرال که انتظار می‌رفت احتمالش را داشته باشد علاقه‌ای به اپیکوریسم نشان دهند، چنین نکردند و نامی از او ذکر نمی‌کنند؛ اتین دولت (۱۵۰۹–۱۵۴۶) تنها یک بار در نوشته‌هایش از اپیکور نامی برده و فرانسوا رابله (میان ۱۴۸۳ و ۱۴۹۴–۱۵۵۳) هیچ‌کجا اسم اپیکور را نمی‌آورد. میشل دو مونتنی (۱۵۳۳–۱۵۹۲) استثناء این روند است، و به نقل از ۴۵۰ سطر کامل از مطالب در باب طبیعت چیزهای لوکرتیوس در مکتوباتش، به نام انشاها (Essais)، می‌پردازد. البته به نظر می‌رسد علاقهٔ وی به لوکرتیوس در درجهٔ اول از نظر ادبی بوده‌است و احساساتش در مورد جهان‌بینی اپیکوری لوکرتیوس مبهم است. طی دوران اصلاحات پروتستانی عبارت «اپیکوری» به عنوان یک توهین میان کاتولیک‌ها و پروتستان‌ها رد و بدل می‌شد.

### احیا

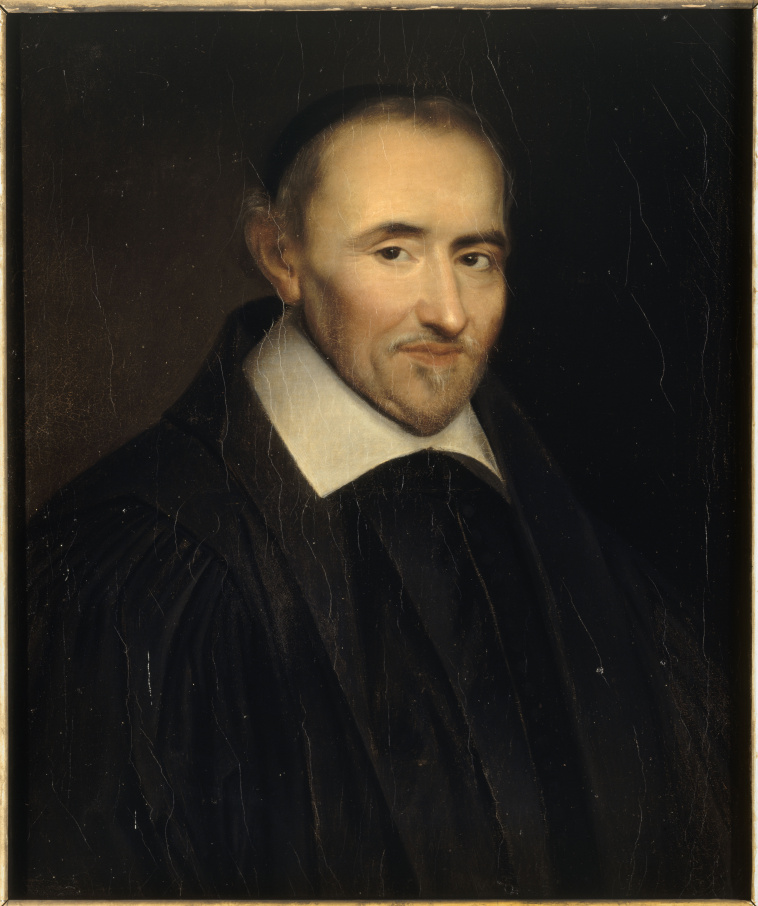
فیلسوف و روحانی مسیحی، پی‌یر گاسندی، مسئول احیای اپیکوریسم در دوران مدرن، به عنوان جایگزینی برای دیدگاه ارسطویی است.

در قرن هفدهم، کشیش کاتولیک و دانشمند فرانسوی، پی‌یر گاسندی (۱۶۰۵–۱۵۹۲) سعی کرد جایگاه بالای فلسفهٔ ارسطویی را با ارائه کردن اپیکوریسم، به عنوان یک جایگزین بهتر و منطقی‌تر، متزلزل کند. در سال ۱۶۴۷, گاسندی کتابش را به نام زندگی و اخلاقیات اپیکور را منتشر کرد که در آن به دفاعی پرشور از اپیکوریسم می‌پردازد. در سال ۱۶۴۹ هم او تفسیری بر کتاب زندگی اپیکور دیوژن لائرتیوس نوشت. او اثر دیگری به عنوان خلاصهٔ فیلسوفانه را، که ترکیبی از آموزه‌های اپیکور بود، در دست نگارش داشت که با مرگش در سال ۱۶۵۵ نیمه‌کاره ماند. نهایتاً این کتاب در سال ۱۶۵۸، پس از تجدید نظر توسط ویراستاران وی، منتشر شد. گاسندی آموزه‌های اپیکور را اصلاح کرد تا آنها را برای مخاطبان مسیحی قابل لمس کند. به عنوان مثال، او استدلال کرد که اتم‌ها از نظر تعداد جاودانه، غیرقابل شمارش و نامتناهی نیستند، در عوض ادعا کرد که تعداد بسیار زیادی اتم اما به شکلی محدود از سوی خدا در زمان خلقت ساخته شده‌است.
در نتیجه اصلاحات گاسندی، کتاب‌های وی هرگز توسط کلیسای کاتولیک سانسور نشدند. انتشار این کتاب‌ها تأثیر شگرفی بر نوشته‌های بعدی دربارهٔ اپیکور گذاشت. نسخه‌ای که گاسندی از آموزه‌های اپیکور ترویج کرد، در بین برخی از اعضای محافل علمی انگلیسی رواج یافت. با این حال، برای این محققان، اتمیسم اپیکوریایی صرفاً یک نقطهٔ آغاز برای منطبق کردن عقاید خاص خودشان با آن بود. از نظر متفکران ارتدکس، اپیکوریسم همچنان غیراخلاقی و بی‌شرمانه بود. برای مثال لوسی هاچینسون (۱۶۲۰–۱۶۸۱)، که اولین ترجمه از در باب چیزهای طبیعی را به انگلیسی انجام داده، اپیکور را «یک سگ شیطانی» معرفی کرده که «آموزه‌های مسخره، مضحک، ملعون» را برساخته است.
نخستین کسی که آموزه‌های اپیکور را مورد تحسین و احترام قرار داد، فیلسوف طبیعی انگلیسی، والتر چارلتون (۱۶۱۹–۱۷۰۷) بود که در اثری اپیکوری به نام تاریکی آتئیسم با روشنای طبیعت محو می‌شود (۱۶۵۲)، از تفکرات اپیکور به عنوان «اتم‌گرایی جدید» نام می‌برد. اثر بعدی او فیزیولوژی اپیکور-گاسندی-چارلتونی، یا یک علم اصیل طبیعت بر اساس فرضیات اتم‌ها، بنا نهاده توسط اپیکور، بازسازی‌شده توسط گاسندی و کامل‌شده توسط چارلتون (۱۶۵۴) نام داشت و این ایده را مطرح می‌کرد. این آثار به همراه کتاب اخلاق اپیکور (۱۶۵۸) نوشتهٔ دیگر چارلتون، توصیفاتی از فلسفه اپیکور نشر و در اختیار عموم انگلیسی‌ها قرار دادند که به مسیحیان ارتدکس اطمینان داد که اپیکوریسم هیچ تهدیدی برای اعتقادات آن‌ها نیست. انجمن سلطنتی، که در سال ۱۶۶۲ پروانه گرفت، اتم‌گرایی اپیکوری را ترقی بخشید. یکی از پرکارترین مدافعان اتمیسم شیمیدان رابرت بویل (۱۶۲۷–۱۶۹۱) بود، که در مکتوباتی از قبیل خاستگاه اشکال و کیفیت‌ها (۱۶۶۶)،، آزمایش‌ها، یادداشت‌ها و غیره در مورد منشأ مکانیکی و تولید ویژگی‌های خاص آب‌بازها (۱۶۷۵)، و از جوانب و زمینه‌های فرضیهٔ مکانیکی (۱۶۷۴)  از آن دفاع نمود. در اواخر قرن هفدهم، اتمیسم اپیکوری توسط اعضای جامعه علمی انگلیس به عنوان بهترین الگوی توضیح جهان فیزیکی پذیرفته شد، اما به حدی اصلاح شده بود که اپیکور دیگر به عنوان نظریه‌پرداز اصلی آن دیده نمی‌شد.

### از عصر روشن‌گری به بعد
اسقف انگلیسی، جوزف باتلر، مباحثی ضد اپیکوری را در آثارش، پانزده خطابهٔ موعظه در عبادتگاه رولز (۱۷۲۶) و قیاس مذهب (۱۷۳۶) مطرح کرد که دیدگاه مسیحیان ارتدکس انگلستان در باقی قرون هجدهم و نوزدهم دربارهٔ اپیکور تحت‌تأثیر آن بود. با این وجود، هیچ نشانه‌ای از بهبود وجههٔ اپیکور در این دوره وجود ندارد. از این هنگام اپیکوریسم تدریجاً ارتباطش با شکم‌پرستی، که همواره از عهد باستان موجب بدنامی آن بوده، را از دست داد. در عوض، واژهٔ «اپیکوری» به معنی فرد شکم‌پرست شد. به‌طور مثال ویلیام شکسپیر در داستان آنتونیوس و کلئوپاترا از کلمهٔ اپیکوری به معنای فرد شدیداً پرخور استفاده کرده‌است.
در همین ایام آموزهٔ اپیکور در مورد «زندگی در خلوت» محبوبیت یافت. در سال ۱۶۸۵ سر ویلیام تمپل (۱۶۲۸–۱۶۹۹) شغل خود به عنوان یک دیپلمات را رها کرده و در بازنشستگی به باغی رفت و مشغول نوشتن مقاله‌هایی در باب تعالیم اخلاقی اپیکور شد. در همان سال‌ها بود که جان درایدن بیتی از کتاب در باب چیزهای طبیعی لوکریتیوس را ترجمه کرد: «چه خوش است در کرانه‌ای بیارامی/تلاطم کشتی‌ها و آوای خروش طوفان‌ها را گوش سپاری» مقارن با این‌ها، جان لاک (۱۶۳۲–۱۷۰۴) نسخه‌ای اصلاح‌شده از معرفت‌شناسی اپیکوری گاسندی را ارائه کرد که در شناخت انگلیسی‌ها از این شخصیت اثرگذار بود. چندین تن از متفکران عصر روشن‌گری به تمجید از فلسفهٔ اخلاقی اپیکور پرداختند. توماس جفرسون (۱۷۴۳–۱۸۲۶)، یکی از پدران بنیان‌گذار ایالات متحده آمریکا، در سال ۱۸۱۹ گفته‌بود: «من نیز اپیکوری هستم. من معتقدم باورهای اصیل اپیکور (نه آن‌ها که نسبت داده شده‌است) شامل همه چیز منطقی در فلسفه اخلاقی است که در یونان و روم بوده و حال در ما نیست.»
کارل مارکس (۱۸۱۸–۱۸۸۳)، فیلسوف آلمانی که پایهٔ ایدئولوژی مارکسیسم را برساخت، در دوران جوانی شدیداً تحت‌تأثیر معارف اپیکور بود و رسالهٔ دکترایش تحلیلی دیالکتیکی هگلی در مورد تفاوت‌های فلسفه طبیعی دموکریتوس و اپیکور است. مارکس دموکریتوس را به عنوان شکاکی عقل‌گرا می‌دید که معرفت‌شناسیش ذاتاً متناقض بود، اما اپیکور را به عنوان یک تجربه‌گرای جزم‌گرا می‌دید که جهان‌بینی او از نظر داخلی سازگار و عملی است. شاعر بریتانیایی، آلفرد تنیسون (۱۸۰۹–۱۸۹۲)، هم در شعری که به نام لوکریتوس سروده‌است، از شیوهٔ زندگی اپیکور تعریف کرده. آموزه‌های اخلاقی اپیکور همچنین تأثیر غیرمستقیمی بر فلسفه فایده‌گرایی در انگلستان در قرن نوزدهم داشته‌است.
علاقه آکادمیک به اپیکور و سایر فیلسوفان هلنیستی در اواخر قرن بیستم و اوایل قرن بیست و یکم افزایش یافت و تعداد بی‌سابقه ای از تک‌نگاری‌ها، مقاله‌ها، خلاصه مقاله‌ها و مقالات همایش در این زمینه منتشر شد.
نوشتارهای کتابخانهٔ فیلدموس گادارا در ویلا پاپیری هرکولانیم، که ابتدا میان سال‌های ۱۷۵۰ تا ۱۷۶۵ کشف شدند، در حال ترجمه و رمزگشایی برای انتشار هستند. این کار توسط پژوهندگان پروژهٔ ترجمهٔ فیلدموس انجام می‌شود که موقوفه ملی علوم انسانی ایالات متحده آمریکا و مرکز مطالعات هرکولانیم پاپیری ناپل بنا نهاده شده‌است. سنجش محبوبیت اپیکور در بین غیر دانشوران دشوار است، اما به نظر می‌رسد جذابیت آن تقریباً با مباحث همواره رایج فلسفه یونان باستان همچون ارسطو و افلاطون، قابل قیاس است.